# Panavia Tornado

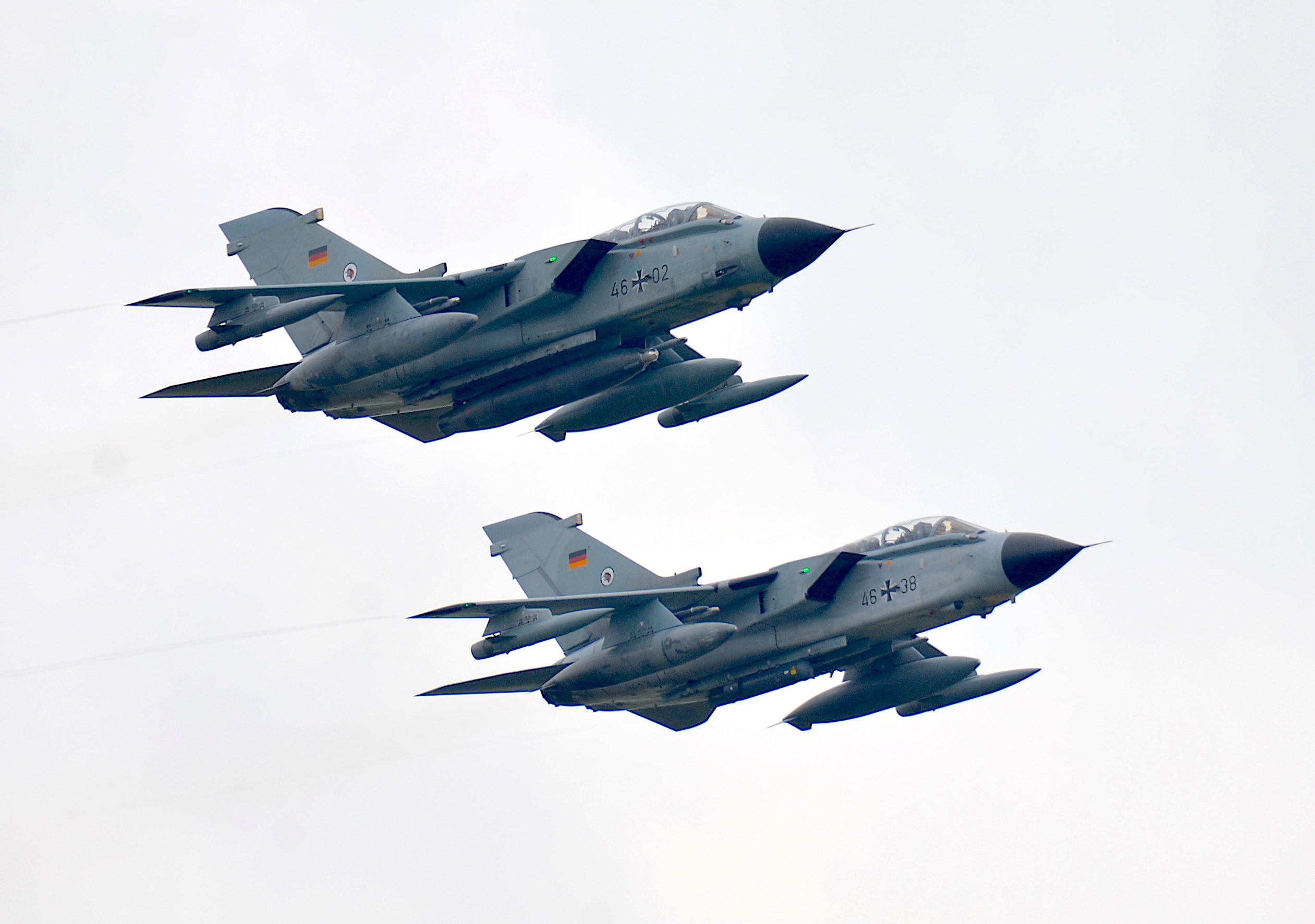
Tornado IDS (46+02) und ECR (46+38) der Luftwaffe

Der Panavia 200 (PA-200) Tornado ist ein zweisitziges zweistrahliges Mehrzweckkampfflugzeug mit Schwenkflügeln. Er wurde von 1979 bis 1998 gemeinsam von Deutschland, dem Vereinigten Königreich und Italien gebaut.
Die Entwicklung und Produktion des Flugzeuges wurde von der Panavia Aircraft GmbH, einem Konsortium aus BAE Systems, Messerschmitt-Bölkow-Blohm (jetzt Airbus) und Aeritalia (jetzt Leonardo), durchgeführt. Es gibt drei Hauptvarianten des Tornados, die teils aufgrund von nationalen Modifikationen entstanden sind. Der Tornado Interdiction/Strike oder IDS (deutsch: Abriegelung/Angriff) ist als tieffliegender Jagdbomber vorgesehen, der Tornado ECR zur elektronischen Kampfführung und Bekämpfung gegnerischer Radarstellungen und der Tornado ADV als Abfangjäger. Nicht alle Varianten wurden von allen Nationen beschafft. Als einziger Exportkunde beschaffte die Luftwaffe Saudi-Arabiens ebenfalls das Flugzeug.
Seine ersten Kampfeinsätze erfolgten im zweiten Golfkrieg 1990 durch die britische, italienische und saudi-arabische Luftwaffe. Später folgten Missionen im Jugoslawien- und Kosovokrieg, an denen sich erstmals auch die Bundeswehr beteiligte. Auch im Rahmen des ISAF-Einsatzes und im Nordirak flogen deutsche Tornados Aufklärungsmissionen.

## Geschichte

### Vorgeschichte

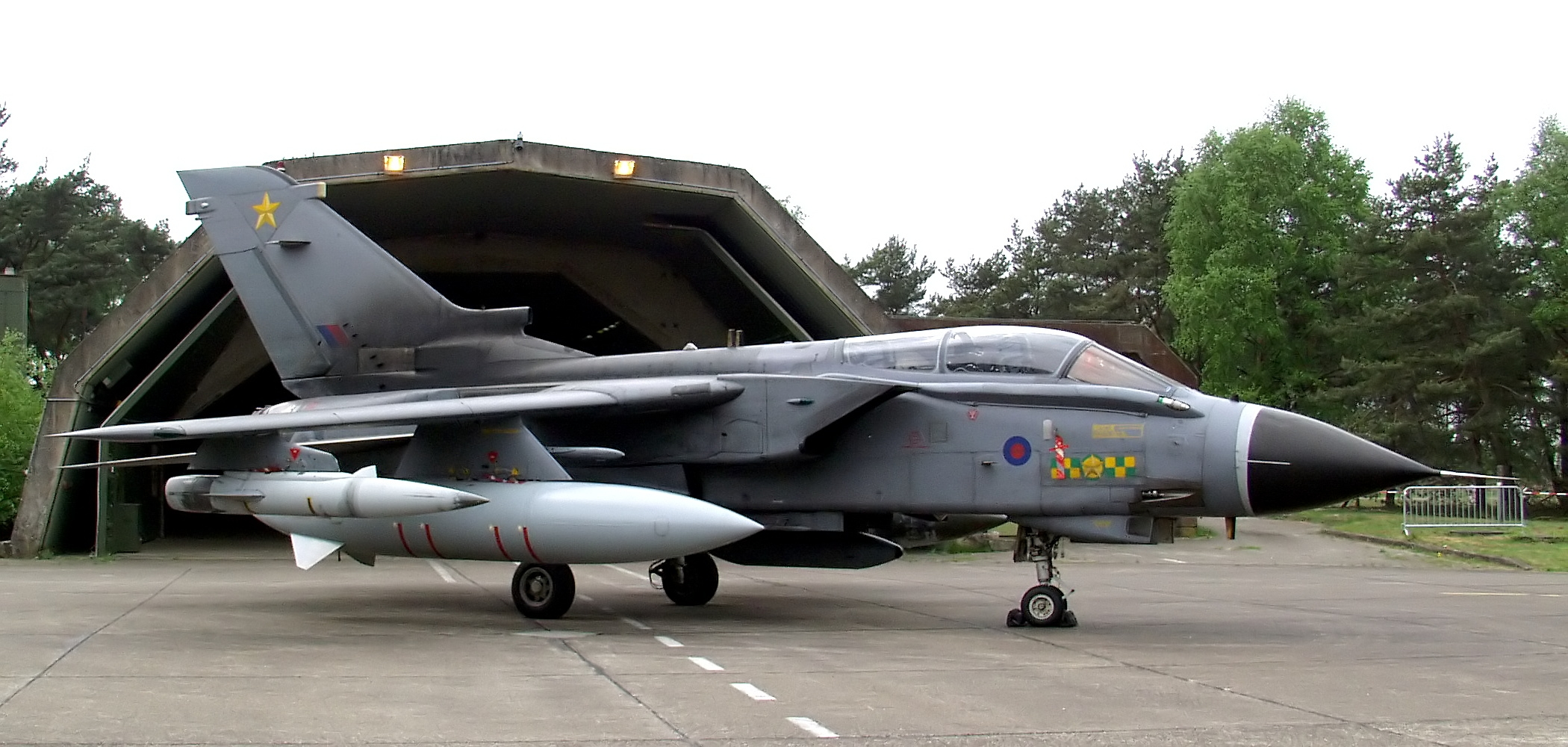
Britischer Tornado am Flughafen Niederrhein

1967 schlossen sich die Niederlande, Belgien, Kanada, Italien und die Bundesrepublik Deutschland zur F-104-Replacement-Group zusammen, um gemeinsame Planungen für ein Mehrzweckkampfflugzeug (Multi-Role Aircraft 75 – MRA-75) als Nachfolger für den Starfighter aufzunehmen.
In Großbritannien bestand zur gleichen Zeit der Bedarf für ein Nachfolgemuster für die Canberra. Zunächst wurde hier an einer nationalen Entwicklung, der BAC TSR.2, gearbeitet. Nach Einstellung dieses Projekts 1965 wurde zusammen mit Frankreich die Entwicklung eines gemeinsamen Kampfflugzeugs mit Schwenkflügeln im Anglo-French Variable Geometry (AFVG)-Programm begonnen. Zusätzlich prüften die britischen Streitkräfte die Einführung der General Dynamics F-111. Frankreich zog sich jedoch im Juni 1967 aus dem AFVG-Projekt zurück, und etwa sechs Monate später gaben die Briten ihre Kaufoption auf die F-111 auf.
Großbritannien entschloss sich 1967 nach ersten Abstimmungsgesprächen mit den Nationen der F-104-Replacement-Group zur Teilnahme an einem gemeinsamen Projekt. 1968 unterzeichneten die beteiligten Länder ein erstes Memorandum, das ein gemeinsames Projekt unter dem Namen Multi-Role-Combat-Aircraft (=Mehrzweckkampfflugzeug, MRCA) zum Ziel hatte. Zu diesem Zeitpunkt zogen Kanada und Belgien ihre Beteiligungsabsichten zurück, wenig später folgten die Niederlande.
Im Jahr 1969 begann die Definitionsphase. Man blieb aufgrund der vielseitigen Nutzungsmöglichkeiten beim Konzept des Schwenkflügels. Das Ziel der verbliebenen Nationen Deutschland, Italien und Großbritannien war ein Mehrzweckkampfflugzeug zu bauen, das sowohl für konventionelle, aber auch nukleare Luftangriffe, Luftaufklärung und Seekriegführung aus der Luft gleichermaßen einsetzbar war. Im Warschauer Pakt sah man einen Gegner, der über eine starke Luftverteidigung verfügte und zugleich in der Lage war, mit einem großen Kräfteansatz selbst offensiv gegen die NATO vorzugehen. Der Schwerpunkt der daraus resultierenden operationellen Forderungen lag daher auf einer hohen Durchsetzungsfähigkeit und Robustheit. Um dies zu gewährleisten, verlangte man von dem neuen Flugzeug unter anderem die Fähigkeit zum extremen Tiefflug und zum präzisen Waffeneinsatz unter allen Wetterbedingungen bei Tag und Nacht und darüber hinaus eine hochwirksame Selbstschutzausstattung. Zusätzlich sollte es auch möglich sein, Start- und Landebahnen zu nutzen, die durch gegnerische Luftangriffe beschädigt waren. Großbritannien definierte außerdem einen Bedarf für einen Langstreckenabfangjäger.

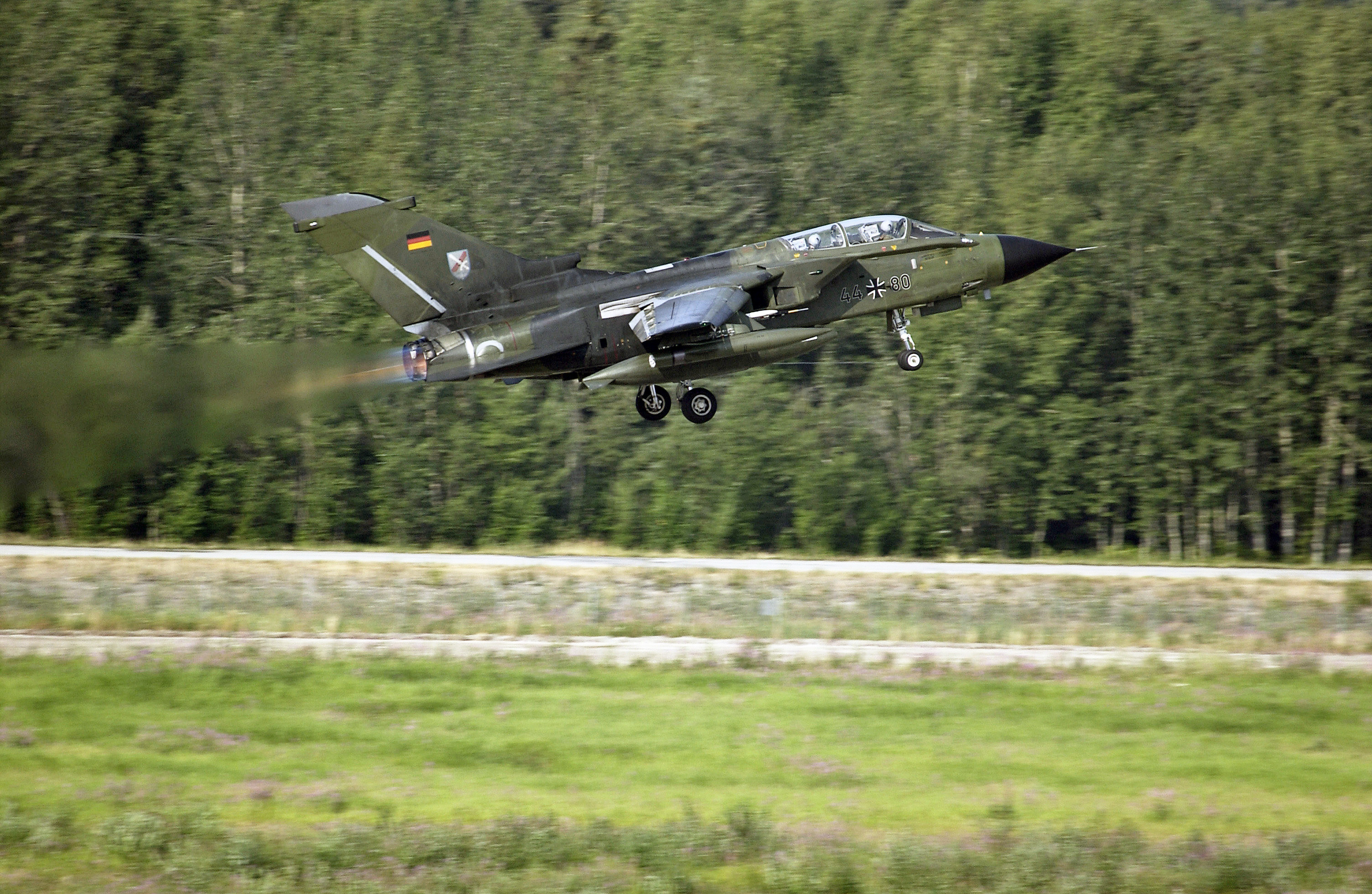
Tornado IDS der Luftwaffe startet von der Eielson Air Force Base in Alaska

Um in diesem multinationalen Projekt eine adäquate Interessenvertretung der beteiligten Staaten sicherzustellen, beschlossen ihre Regierungen, unter dem Dach der NATO eine gemeinsame Organisation, die NATO Multi-Role Combat Aircraft Development and Production Management Organisation (NAMMO), aufzubauen. Als ausführendes Organ wurde eine eigene Agentur, die NAMMA, mit Personal aus den drei Staaten gegründet. Das Aufgabenfeld der NAMMA wurde 1987 auch auf die Betreuung während des Betriebs erweitert (NATO Multi-Role Combat Aircraft Development, Production and In-Service Support Management Agency). Die Agentur verschmolz 1995 mit der NEFMA aus dem Eurofighter-Programm zur NATO EF 2000 and Tornado Development, Production & Logistics Management Agency (NETMA).
Die am Programm beteiligten Industriekonzerne, British Aircraft Corporation (BAC), Messerschmitt-Bölkow-Blohm (MBB) und Fiat Aviazione, schlossen sich in der unabhängigen internationalen Panavia Aircraft GmbH mit Sitz in München zusammen, die in der Produktionsphase die Gesamtverantwortung hatte und der alleinige Ansprechpartner für die NAMMA war.
1969 erging die Ausschreibung zur Entwicklung des Triebwerks. Hier setzte sich das britische Unternehmen Rolls-Royce mit dem Turbo-Union-RB199-Triebwerk gegen die amerikanischen Hersteller Pratt & Whitney und General Electric durch, unter anderem aufgrund des angebotenen hohen Grads an Technologietransfer an die anderen beteiligten Nationen. Zur Herstellung wurde das Konsortium Turbo-Union Ltd. mit Sitz in Großbritannien gegründet, an dem die Unternehmen Rolls-Royce, Motoren- und Turbinen-Union (MTU) und Fiat beteiligt waren.

### Entwicklung
Am 20. Juli 1970 begann die Entwicklung, nachdem sich Großbritannien mit dem Konzept des zweisitzigen zweistrahligen Flugzeugs durchgesetzt hatte; ausgehend von den Erfahrungen mit der F-104 und der Fiat G.91 sowie aus Kostengründen hatte Deutschland ursprünglich nur einen Piloten und lediglich ein Triebwerk gefordert. Die vorgesehene Anzahl an Flugzeugen ging von 1.500 (GB: 300, D: 550, I: 200, andere: 600) im Jahr 1968 einschließlich der britischen Jägerversion auf 809 (GB: 385, D: 324, I: 100) im Jahr 1972 zurück. Insgesamt summierten sich die Auslieferungszahlen über den gesamten Produktions- und Nutzungszeitraum hinweg auf: GB: 402, D: 357, I: 100. Die Produktion der Baugruppen verlief arbeitsteilig. Die Cockpit- und Hecksektion sowie das Seitenleitwerk wurde durch BAC (später BAE Systems) hergestellt, MBB (später: DASA beziehungsweise EADS) fertigte den Rumpfmittelteil und die Lufteinlässe, Fiat (später: Aeritalia beziehungsweise Alenia Aeronautica) die Tragflächen mit den Hochauftriebshilfen. Die Endmontage fand ab 1973 an drei Standorten in Warton (Lancashire, Großbritannien), Manching (Deutschland) und Turin (Italien) statt.
| Nr. | Kenn- zeichen               | Erstflug                    | Ort                         | Besatzung                           |
| --- | --------------------------- | --------------------------- | --------------------------- | ----------------------------------- |
| P01 | 98+04 / D-9591              | 14. Aug. 1974               | Manching                    | Paul Millett, Nils Meister          |
| P02 | XX946                       | 30. Okt. 1974               | Warton                      | Paul Millett, Pietro Trevisan       |
| P03 | XX947                       | 5. Aug. 1975                | Warton                      | David Eagles, Tim Ferguson          |
| P04 | 98+05 / D-9592              | 2. Sep. 1975                | Manching                    | Hans-F. Rammensee, Nils Meister     |
| P05 | MM586                       | 5. Dez. 1975                | Caselle                     | Pietro Trevisan                     |
| P06 | XX948                       | 20. Dez. 1975               | Warton                      | David Eagles                        |
| P07 | 98+06                       | 30. Mrz. 1976               | Manching                    | Nils Meister, Fritz Eckert          |
| P08 | XX950                       | 15. Juli 1976               | Warton                      | Paul Millett, Ray Woolett           |
| P09 | MM587                       | 5. Feb. 1977                | Caselle                     | Pietro Trevisan, Manlio Quarantelli |
| P10 | Nur zu Bodentests verwendet | Nur zu Bodentests verwendet | Nur zu Bodentests verwendet | Nur zu Bodentests verwendet         |

Der Erstflug fand am 14. August 1974 in Manching statt, 1976 erhielt das bis dahin als MRCA bezeichnete Flugzeug den Namen Tornado. Die Kosten pro Flugzeug wurden damals mit 29,2 Millionen DM angegeben. Schätzungen zufolge beliefen sich zusätzliche Ausgaben für Ersatzteile, Waffen, Bodengeräte und Ausbildung auf rund 15 Millionen D-Mark. Für die Flugerprobung wurden zehn Prototypen und sechs Vorserienflugzeuge gebaut, die als P01 bis P16 bezeichnet wurden. Der Prototyp P10 wurde allerdings nur für Tests am Boden eingesetzt und ist nie geflogen. 1979 stürzte der Prototyp P08 als erster Tornado ab, beide Besatzungsmitglieder kamen dabei ums Leben.
Die Serienproduktion begann 1979. Im Jahr 1980 wurde der erste Tornado an das Tri-National Tornado Training Establishment (TTTE) in Cottesmore für die Ausbildung der fliegenden Besatzungen ausgeliefert. Die Ausrüstung der Einsatzverbände in Großbritannien und Deutschland begann 1982, 1984 folgte Italien und 1986 der einzige Exportkunde Saudi-Arabien.
Ende 1989 wurde durch das US-Verteidigungsministerium untersucht, ob der Tornado bei den amerikanischen Luftstreitkräften in der Wild-Weasel-Rolle eingesetzt werden könnte, um die Phantom F-4G zu ersetzen. Diese Überlegung wurde allerdings Anfang der 1990er-Jahre zugunsten der vorhandenen F-16 wieder verworfen.
Von 1990 bis 1991 wurden die deutschen Electronic-Combat-and-Reconnaissance-Varianten (ECR) produziert, die später im Balkankrieg eine wichtige Rolle spielen sollten (s. u.). 1991 äußerten die südkoreanischen Luftstreitkräfte Interesse am Kauf von 50 Tornado ECR. Aufgrund von Verzögerungen wegen technischer Probleme wurde zunächst die Stückzahl auf 24 reduziert und schließlich die Absicht aufgegeben.
1995 waren 339 Tornado-Kampfflugzeuge bei der Bundeswehr (Luftwaffe und Deutsche Marine) im Einsatz. Der Gerätestückpreis (Luftfahrzeugkosten) wurde zu dieser Zeit mit 55 Mio. DM veranschlagt.
1998 endete die Produktion der Tornados, nachdem insgesamt 992 Stück hergestellt worden waren.

## Konstruktion

Panavia Tornado (Schema)

Der Tornado ist ein zweistrahliger Schulterdecker mit Schwenkflügeln in diversen, zum Teil stark voneinander abweichenden Varianten, innerhalb derer wiederum zahlreiche Modifikationsstände existieren. Dies resultiert aus unterschiedlichen Anforderungen der Nutzerstaaten, der Einsatzrolle und teils auch aus dringendem Sofortbedarf, zum Beispiel in Einsätzen.

### Zelle

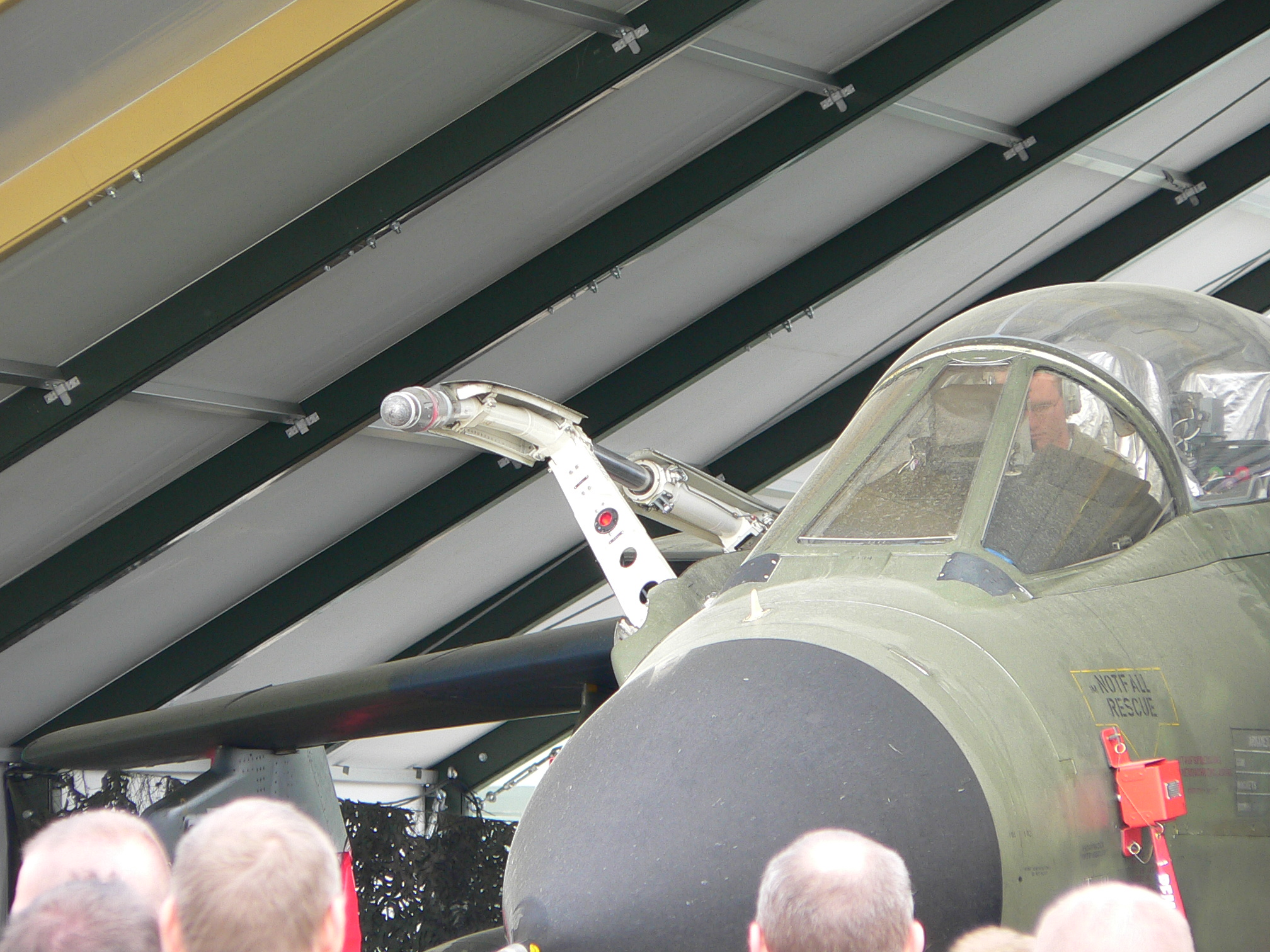
Ausgefahrener Luftbetankungsausleger

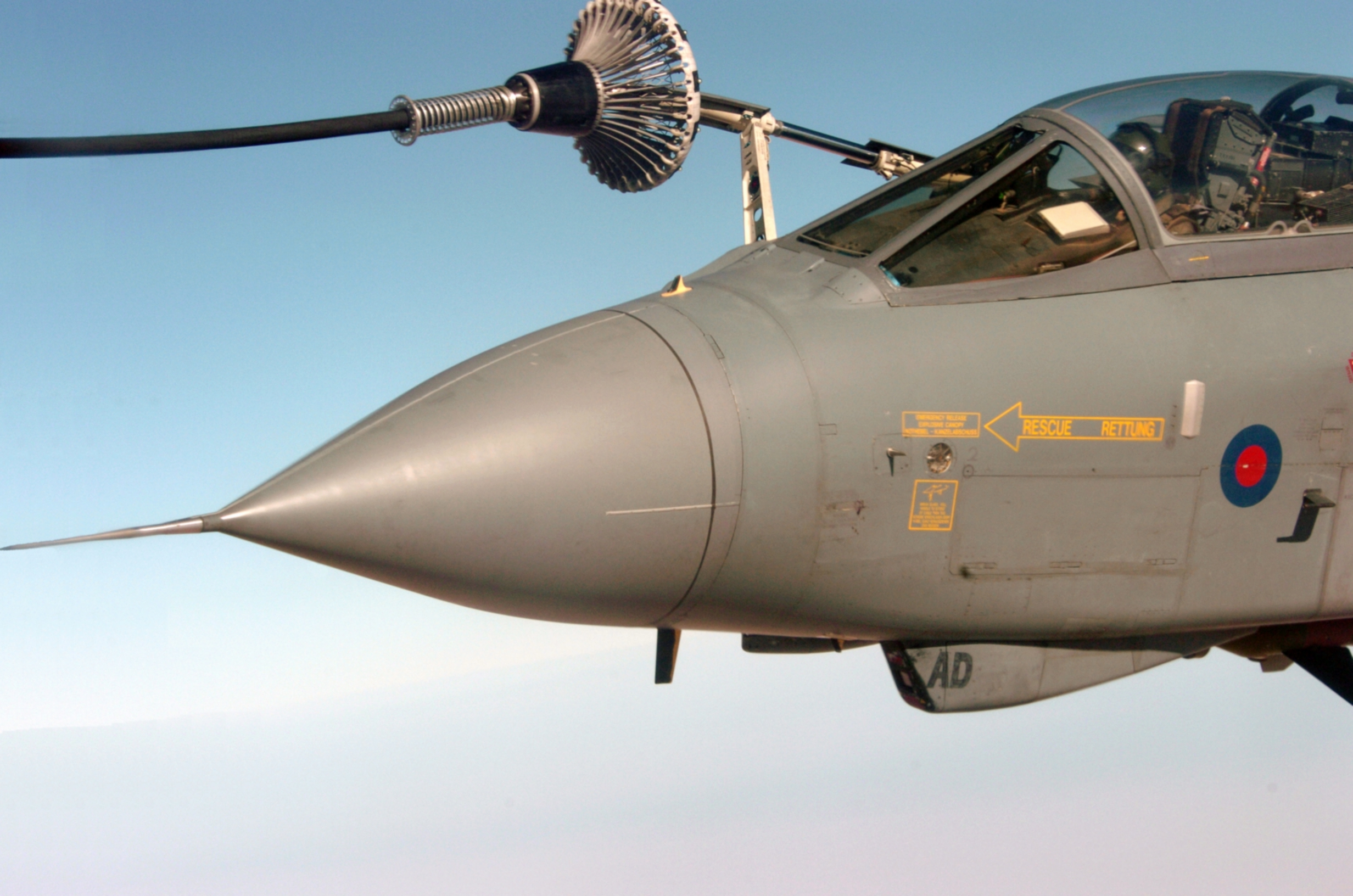
Luftbetankung eines britischen Tornados

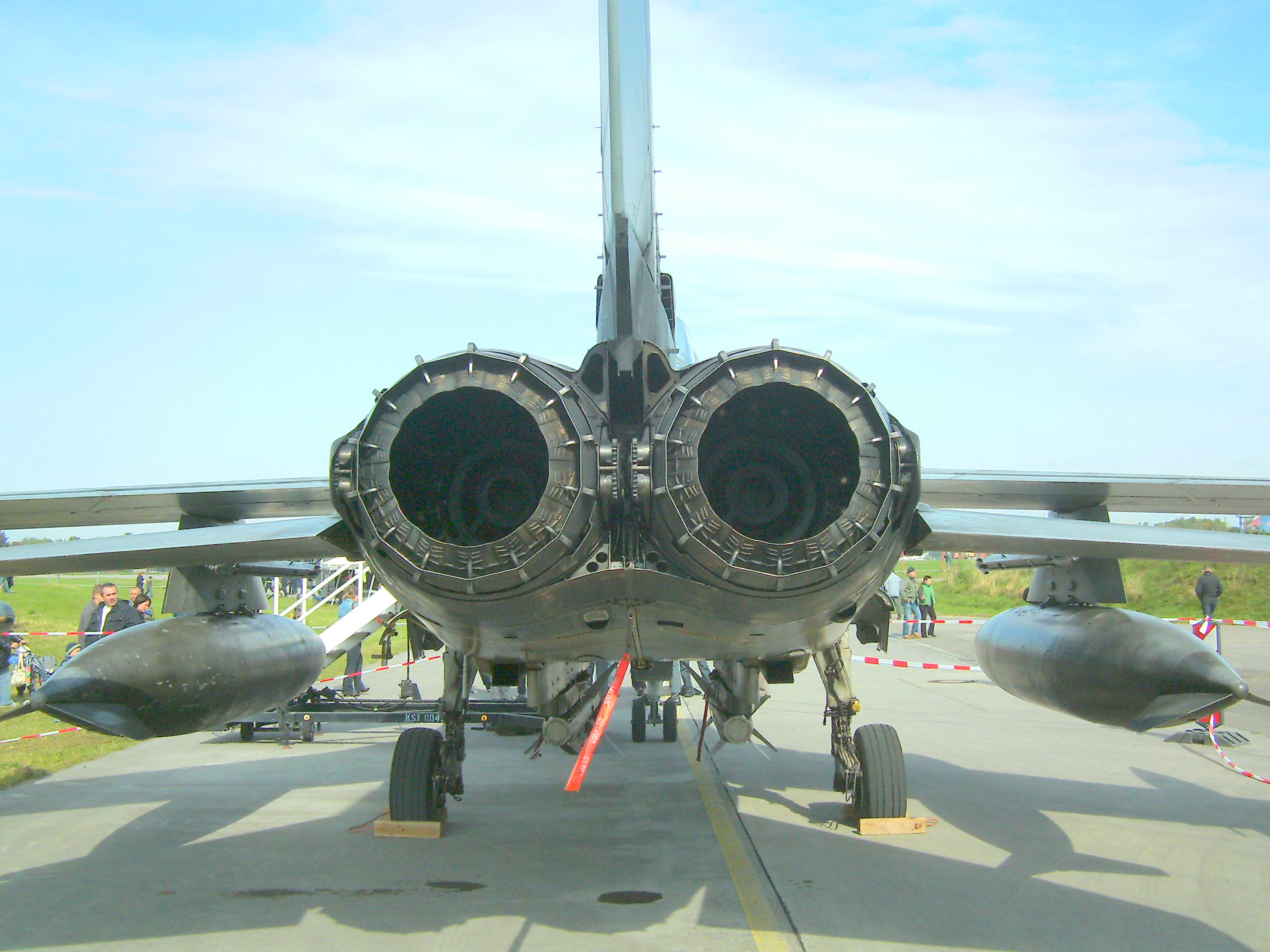
Gesicherter Notfanghaken

Bei den für die Zelle verwendeten Materialien handelt es sich um Leichtmetalle (71 %), Titan (18 %, hauptsächlich für den Flügelmittelkasten), Stahl (6 %) und andere Werkstoffe (5 %).

### Tragwerk
Der Rumpf wurde aufgrund der geforderten Wartungsfreundlichkeit mit zahlreichen Zugangsklappen versehen.
Die Tragflächen des Tornados haben keine herkömmlichen Querruder. Als kombinierte Höhen- und Querruder dienen die am Heck angebrachten sogenannten Tailerons. Sie werden durch Spoiler in den Tragflächen unterstützt. Am Seitenleitwerk befinden sich das Seitenruder, vor dem Seitenleitwerk zwei parallel ausfahrende Luftbremsen.
Für niedrige Fluggeschwindigkeiten, zum Beispiel bei Start und Landung, wird durch die Flügelstellung von 25 Grad eine hohe Manövrierfähigkeit gewährleistet. Zusätzlich stehen nur in dieser Pfeilung sämtliche Hochauftriebshilfen voll zur Verfügung. Der Rumpf bleibt an den Hinterkanten der Tragflächen durch eine selbstaufblasende Abdichtung (Flügeltaschenabdichtung) geschlossen.
Die Tragflächen haben drei Grundeinstellungen der Pfeilung (25, 45, 67 Grad), können jedoch stufenlos verstellt werden. Eine Ausnahme gilt bei britischen GR.4 für den Fall, dass 2250-Liter-Unterflügelaußentanks angebaut werden. In diesem Fall wird die äußerste Schwenkstellung mechanisch auf 65 Grad limitiert. Bei sehr hohen Geschwindigkeiten führen die nach hinten gepfeilten Tragflächen auch bei starken Böen und Turbulenzen im Tiefstflug lediglich zu geringen körperlichen Belastungen für die Besatzung.
Die Tragflächen verstellt der Pilot manuell. Lediglich die F.3-Tornados verfügen über eine automatische Flügelverstellung, wie sie auch in der amerikanischen F-14 realisiert wurde. Konkret zum Einsatz kam diese Modifikation allerdings lediglich bei der RSAF.

### Treibstoffsysteme
Der Tornado verfügt über interne Tankgruppen im Rumpf und in den Tragflächen. Tornados aus britischer Produktion nutzen außerdem einen Tank im Seitenleitwerk. An den Außenlastträgern unter den Tragflächen und dem Rumpf bestehen Anbaumöglichkeiten für bis zu vier externe Zusatztanks mit 1500 l (etwa 1200 kg) beziehungsweise 2250 l (etwa 1800 kg) Inhalt (je 1× am inneren Flügellastträger L/H und R/H, je 1× am Rumpflastträger L/H und R/H oder 1× am mittleren Rumpflastträger). Außerdem besteht die Möglichkeit der Luftbetankung über den auf der rechten Seite, unterhalb des Kabinendaches angebauten, ausfahrbaren Luftbetankungsausleger. Die F.3-Variante verfügt über einen im Rumpf integrierten Ausleger auf der linken Seite.

### Fahrwerk
Das Dreibein-Fahrwerk des englischen Herstellers Dowty, bestehend aus dem Hauptfahrwerk und dem steuerbaren Zwillings-Bugrad, wird hydraulisch betrieben. Im Notfall kann das Ausfahren mit einem Notsystem erreicht werden.

### Notfangeinrichtung
Für Notfälle (beispielsweise bei technischen Defekten), in denen eine Notfanganlage genutzt werden soll, ist der Tornado mit einem Fanghaken ausgestattet.

### Avionik
Die geforderten Fähigkeiten, bei Tag und Nacht sowie jedem Wetter im Tiefflug präzise Angriffe durchführen zu können, waren bestimmende Faktoren für die Zusammenstellung der Avionik-Komponenten des Tornado.
Der Tornado hat ein Fly-by-wire-System. Dies ermöglicht einerseits die einfache Integration eines Autopiloten und die computerunterstützte bestmögliche Dämpfung beziehungsweise Verstärkung von Steuereingaben in Abhängigkeit zum Beispiel von der Fluggeschwindigkeit, dem Anstellwinkel oder Stellung der Flügel oder Auftriebshilfen.
Vor allem um den Tiefstflug in Baumwipfelhöhe bei Tag und das Zielen bei Waffeneinsätzen zu unterstützen, wurde im vorderen Cockpit ein Head-Up-Display eingebaut. Dieses projiziert Informationen der Hauptinstrumente und der Navigationssysteme direkt ins Sichtfeld des Piloten und dient auch als Visiereinrichtung. Bei schlechtem Wetter oder bei Nacht ermöglicht das Geländefolgeradar (Terrain Following Radar – TFR) in Verbindung mit dem Autopiloten Tiefflug in 60 Metern Flughöhe über Grund.
Zur Erhöhung der Trefferwahrscheinlichkeit bei Blindangriffen kann durch einen Abgleich des Bildes des bodenabbildenden Radars (Ground mapping radar – GMR) mit vermessenen Referenzpunkten die Genauigkeit des Navigationssystems verbessert werden. Durch die Einrüstung eines Laserkreisel-INS und eines GPS-Empfängers bei mittlerweile allen Luftfahrzeugen ist dies heute lediglich eine Notlösung.
Das TFR und das GMR wurden vom US-amerikanischen Hersteller Texas Instruments produziert und waren somit in der Grundversion des Tornados die einzigen Teile, die nicht in Europa gefertigt wurden. Erst ab dem 219. gebauten Radar ging die Herstellung auf ein Konsortium unter der Führung der AEG über.
In beiden Cockpits befinden sich Anzeigegeräte, auf denen die Flugzeugposition auf einer Karte dargestellt wird.

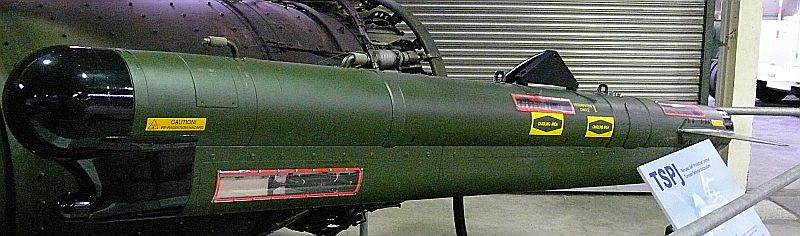
Tornado Self Protection Jammer

Zur Visualisierung der Bedrohungslage sind Radarwarnempfänger mit entsprechenden Anzeigen eingebaut. Die Selbstschutzanlagen sind lediglich beim Tornado F.3 (Vicon 78 Serie 400) im Rumpf integriert. Bei allen anderen Varianten werden Täuschantwortsender (zum Beispiel Cerberus CIII, Sky Shadow), Störer (zum Beispiel Tornado Self Protection Jammer) und Täuschkörperwerfer für Düppel (Chaff) und Fackeln (Flare) (zum Beispiel Bofors BOZ-101/-102/-107) an den äußeren Außenlastträgern unter den Tragflächen angebaut.

### Triebwerke

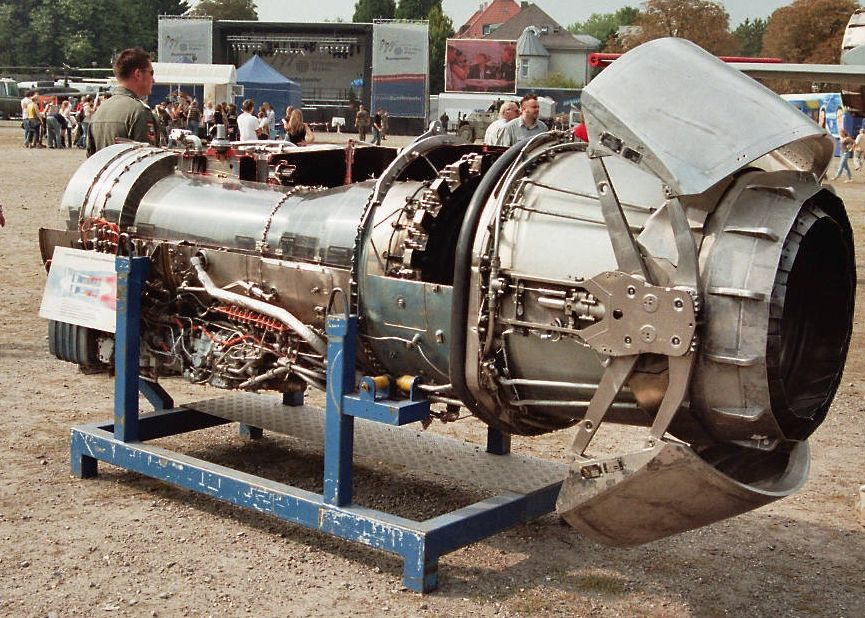
Triebwerk Rolls-Royce/Turbo-Union RB.199

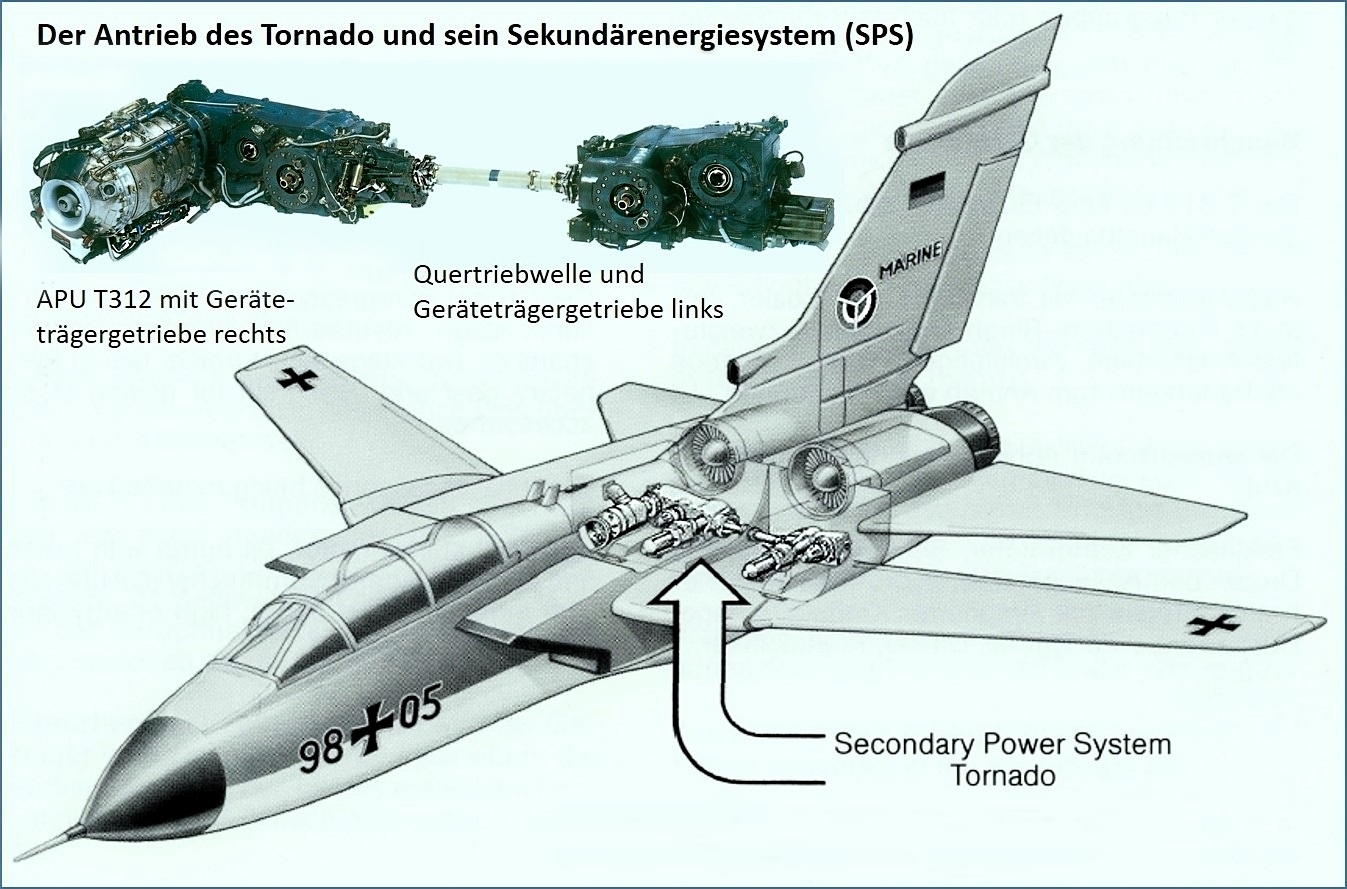
Anordnung des Secondary Power Systems

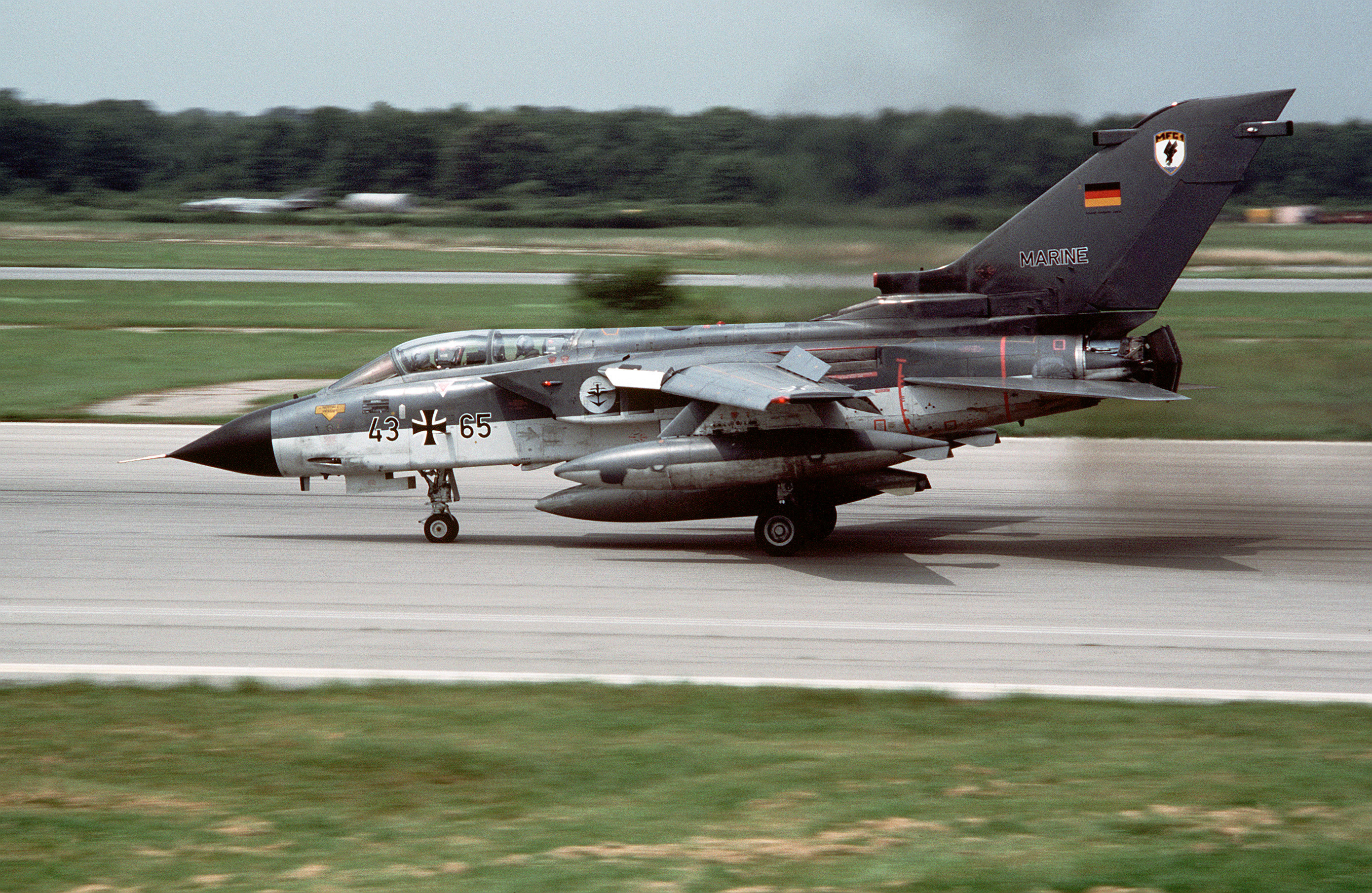
Schubumkehr und ausgefahrene Spoiler bei der Landung

Die Dreiwellen-Triebwerke RB199 des Tornados verfügen über stufenlos einstellbare Nachbrenner und sind mit einer Schubumkehr ausgestattet. Diese kann im Flug vorgewählt werden (Aktivierung beim Aufsetzen des Hauptfahrwerks) und ermöglicht – vor allem in Verbindung mit den Radbremsen – eine Verkürzung der nötigen Landebahnlänge. Zur einfachen Instandsetzung können die Triebwerke nach unten herabgelassen werden.
Für den autonomen Startvorgang am Boden ohne externe Unterstützung wird ein Hilfstriebwerk (engl. auxiliary power unit – APU) genutzt, die von KHD Oberursel entwickelte und gebaute Ein-Wellen-Gasturbine T312. Bei noch inaktiven Haupttriebwerken treibt diese über schaltbare Reibungskupplungen zunächst die den beiden Haupttriebwerken zugeordneten Geräteträgergetriebe an und startet damit die Stromgeneratoren sowie die Hydraulikpumpen des Flugzeugs. Der Anlassvorgang der Haupttriebwerke kann sodann mittels der in den Geräteträgergetrieben angeordneten schaltbaren hydraulischen Wandler bewirkt werden.

### Besatzung/Cockpit-Auslegung

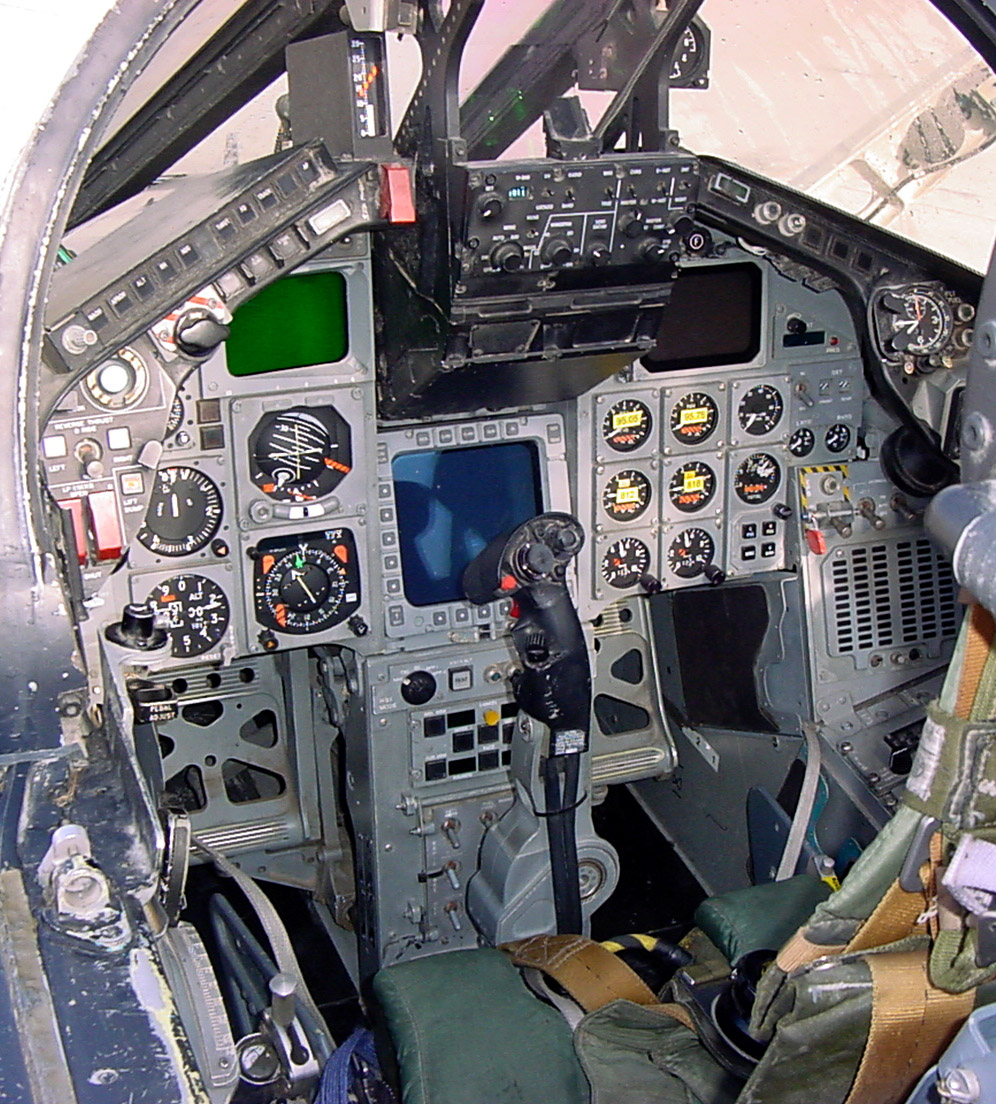
Cockpit eines Tornado GR.4

Der Tornado ist ein zweisitziges Kampfflugzeug. Die Besatzung besteht in der Regel aus dem Piloten im vorderen und dem Waffensystemoffizier (WSO) im hinteren Cockpit. Die Steuereinrichtungen und die Avionik des Luftfahrzeugs sind in der sogenannten Strike-Version so ausgelegt, dass sich eine deutliche Arbeitsteilung ergibt. Die Flugzeugsteuerung ist nur vom vorderen Cockpit aus möglich. Im hinteren Cockpit ist kein Steuerknüppel eingebaut. Die Hauptaufgabe des Piloten liegt in der sicheren Flugdurchführung, was insbesondere im Tiefstflug die volle Aufmerksamkeit erfordert. Der WSO ist hauptsächlich für die Navigation, die Vorbereitung von Waffeneinsätzen und die Bedienung der Selbstschutzausrüstung verantwortlich. In Abhängigkeit von der Einsatzrolle und -phase können einzelne Aufgaben im Cockpit anders verteilt werden, eine maximale gegenseitige Unterstützung wird jedoch immer angestrebt.
Mit der sogenannten Trainer-Version können Piloten aus- und weitergebildet werden. Diese Maschinen verfügen über ein Doppelsteuer, um einem Fluglehrer die Steuerführung aus dem hinteren Cockpit zu ermöglichen. Obwohl sich diese Luftfahrzeuge von den regulären Einsatzmaschinen zusätzlich durch diverse Anpassungen zum Beispiel in der Instrumentierung unterscheiden, sind sie auch für den Einsatzflugbetrieb (jedoch nur als IDS) weitestgehend nutzbar.

### Rettungssystem
Als Rettungssystem für den Tornado wurde der Martin-Baker-Schleudersitz Mk. 10A ausgewählt, der zum damaligen Zeitpunkt als besonders fortschrittlich galt und zum Beispiel sog. „Zero-Zero“ Ausstiege (aus einem am Boden stehenden Flugzeug) ermöglichte.

### Technische Daten
| Kenngröße                  | Tornado IDS / RECCE / ECR / GR.4                                                                                 | Tornado ADV                                                                                                   |
| -------------------------- | --- | --- |
| Länge                      | 17,23 m | 18,68 m |
| Spannweite                 | 8,56 m (67° gepfeilt) 13,91 m (25° gepfeilt)                                                                     | 8,56 m (67° gepfeilt) 13,91 m (25° gepfeilt)                                                                  |
| Höhe                       | 5,95 m | 5,95 m |
| Flügelfläche               | 26,60 m² | 26,60 m² |
| Flügelstreckung            | 2,78 (67° gepfeilt) 7,27 (25° gepfeilt)                                                                          | 2,77 (68° gepfeilt) 7,27 (25° gepfeilt)                                                                       |
| Tragflächenbelastung       | minimal (Leermasse): 530 kg/m² nominal (normale Startmasse): 767 kg/m² maximal (max. Startmasse): 1.023 kg/m² 1) | minimal (Leermasse): 545 kg/m² nominal (normale Startmasse): 819 kg/m² maximal (max. Startmasse): 1.052 kg/m² |
| Leermasse                  | 14.092 kg | 14.501 kg |
| max. Startmasse            | IDS / RECCE: 28.500 kg GR.4: 27.216 kg                                                                           | 27.987 kg |
| interne Tankkapazität      | IDS / RECCE: 4.800 kg GR.4: 5.300 kg                                                                             | 6.030 kg |
| Höchstgeschwindigkeit      | 2.337 km/h (Mach 2,2) auf über 10.975 m 1.480 km/h (Mach 1,2) auf Meereshöhe                                     | 2.414 km/h (Mach 2,27) auf über 10.975 m 1.480 km/h (Mach 1,2) auf Meereshöhe                                 |
| Steigrate                  | 165 m/s | 203 m/s |
| Dienstgipfelhöhe           | 15.240 m | 17.070 m |
| Triebwerke                 | zwei Turbofans Turbo-Union RB199-34R Mk.103 (ECR: Mk.105)                                                        | zwei Turbofans Turbo-Union RB199-34R Mk.104                                                                   |
| Schubkraft (pro Triebwerk) | 40,5 kN (ECR: 42,5 kN) (ohne Nachbrenner) 71,3 kN (ECR: 74,3 kN) (mit Nachbrenner)                               | 40,5 kN (ohne Nachbrenner) 73,0 kN (mit Nachbrenner)                                                          |
| Schub-Gewicht-Verhältnis   | maximal (Leermasse): 1,09 nominal (normale Startmasse): 0,75 minimal (max. Startmasse): 0,561)                   | maximal (Leermasse): 1,16 nominal (normale Startmasse): 0,78 minimal (max. Startmasse): 0,60                  |

1) Angaben beziehen sich auf den Tornado GR.4

## Varianten
Vom Tornado gab es zwei sich deutlich voneinander unterscheidende Hauptvarianten, den Tornado IDS und den Tornado ADV. Aus ersterem gab es später verschiedene Ableitungen unter anderem für die Aufklärung. Die Modifikationen wurden auf nationaler Ebene durchgeführt, weshalb es eine Vielzahl verschiedener Konfigurationen gab. Um die daraus resultierenden Probleme, zum Beispiel bei der Wartung, für die Zukunft zu vermeiden, beschloss man, die Modifikationen des Nachfolgers, des Eurofighters Typhoon, NATO-einheitlich zu regeln.

### Bundeswehr

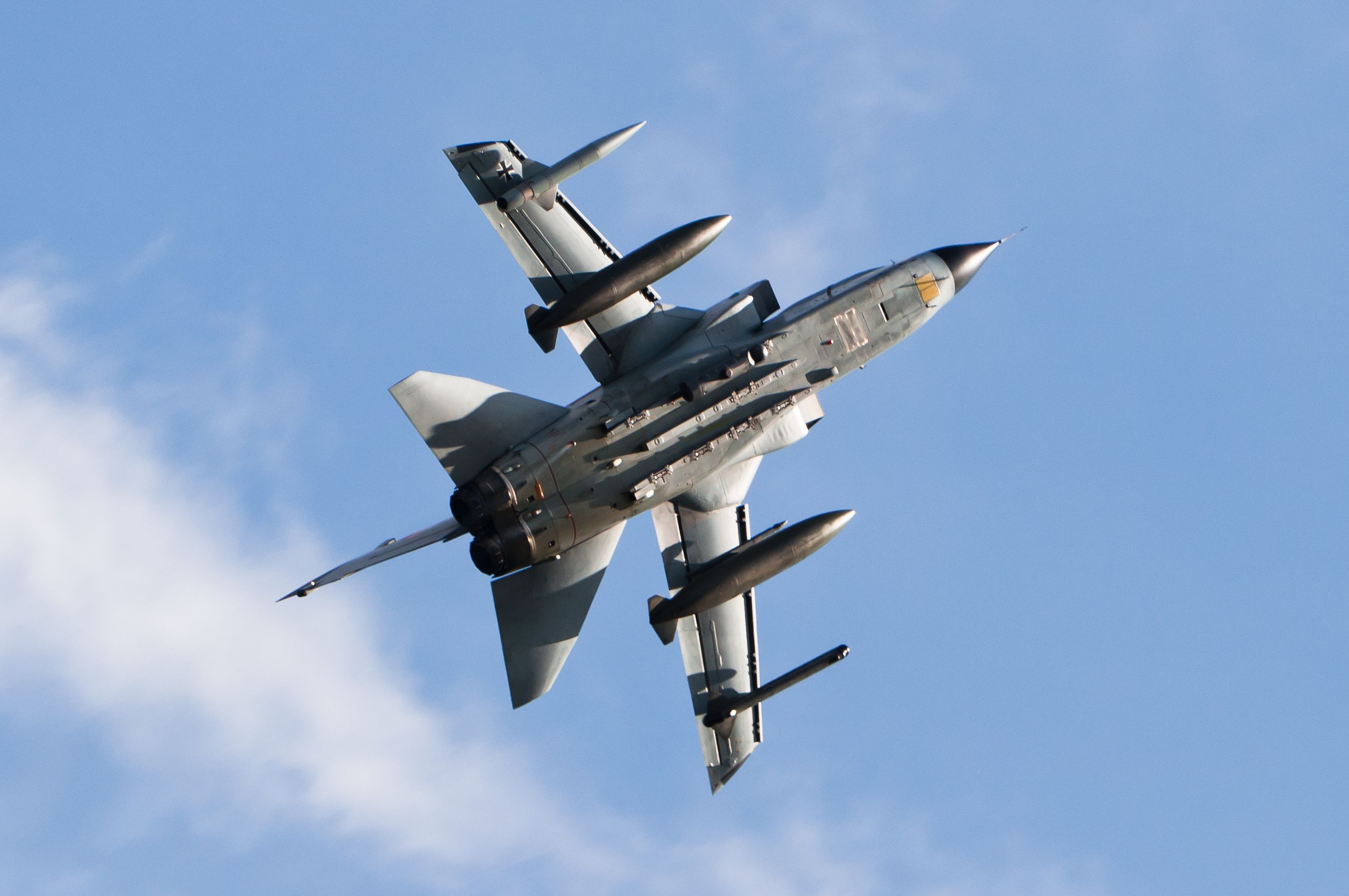
Unteransicht eines Tornado IDS der deutschen Luftwaffe

#### Tornado IDS
Der Tornado IDS / IDS-T (Interdiction Strike; deutsch: Abriegelung/Angriff) ist die Grundversion des Tornados als Jagdbomber und für die Aufklärungsversion Recce, die IDS-T die Trainer-Version mit Doppelsteuerung. Im Unterschied zu den beiden anderen Programmpartnern (siehe unten), hat die Bundeswehr keine eigenen Baureihen-Bezeichnungen eingeführt.

#### Tornado Recce

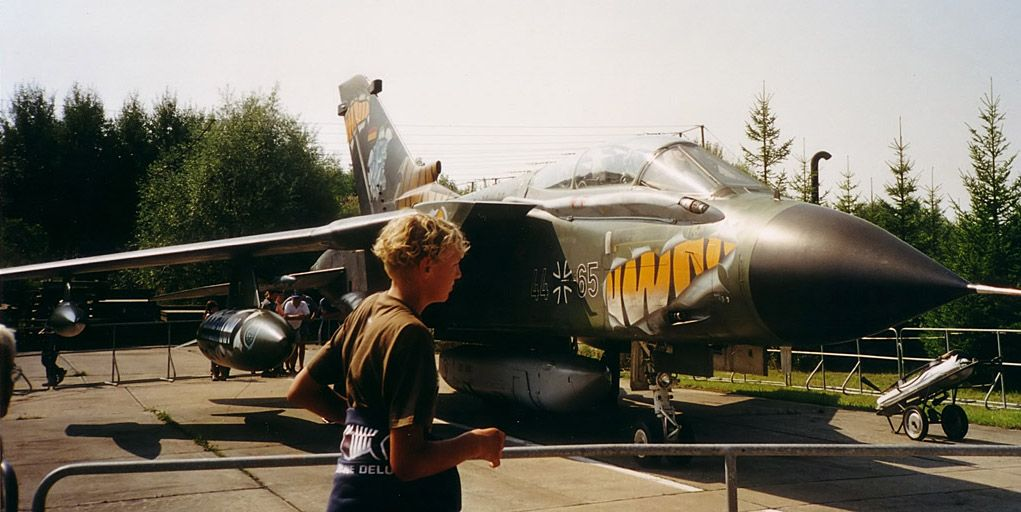
Tornado Recce im Nato-Tiger-Meet-Design

Der Tornado Recce (englischer Militär-Jargon für „Reconnaissance“; dt. Aufklärung) ist ein Tornado IDS, der durch einen an der mittleren Unterrumpfstation angebauten Aufklärungsbehälter zur abbildenden Aufklärung aus der Luft (Imagery Intelligence – IMINT) eingesetzt werden kann. Hierfür werden diverse technische Anpassungen vorgenommen, unter anderem der Einbau eines zusätzlichen Bedienpanels im Cockpit. Die Tornados des Aufklärungsgeschwaders 51 erhielten teilweise im Zuge der ASSTA-1-Modernisierung zusätzlich die nötigen Verkabelungen und Cockpitanzeigen für den neuen Aufklärungs-Pod.
Seit dem Jahr 2009 verfügt die Luftwaffe der Bundeswehr über das digitale Aufklärungssystem RecceLite, mit dem eine deutlich höhere Qualität der Aufklärungsergebnisse und eine verbesserte Auswertemöglichkeit während des Einsatzes erzielt werden. Darüber hinaus ist eine Übertragung der Aufklärungsergebnisse im Flug an die Bodenstation möglich.
Da eine eingeschränkte Auswertemöglichkeit in der Luft besteht, wird das System erst im Verbund mit der Boden-Auswertestation (Recce-Ground-Station) optimal ausgenutzt. Aufklärungseinsätze werden in Abhängigkeit von den genutzten Sensoren und der Bedrohung in geringer oder mittlerer Höhe geflogen.

#### Tornado ECR
Nach der Fertigung der letzten IDS wurden durch die Luftwaffe 35 Tornado ECR (Electronic Combat Reconnaissance; dt.: Elektronische Kampfaufklärung) bestellt. Die Auslieferung dauerte von Januar 1990 bis September 1991. Die spezielle Missionsausstattung umfasst verbesserte Cockpit-Anzeigen, einen nach vorne gerichteten Infrarotsensor (FLIR) und das Emitter Locator System des Herstellers Raytheon TI Systems – ein System, mit dem die präzise Positionsbestimmung von Radarsystemen möglich ist. Die Bordkanonen wurden aufgrund des erhöhten Platzbedarfs für die Avionik entfernt. In den neuen Luftfahrzeugen wurden leistungsgesteigerte MK-105-Triebwerke verwendet.

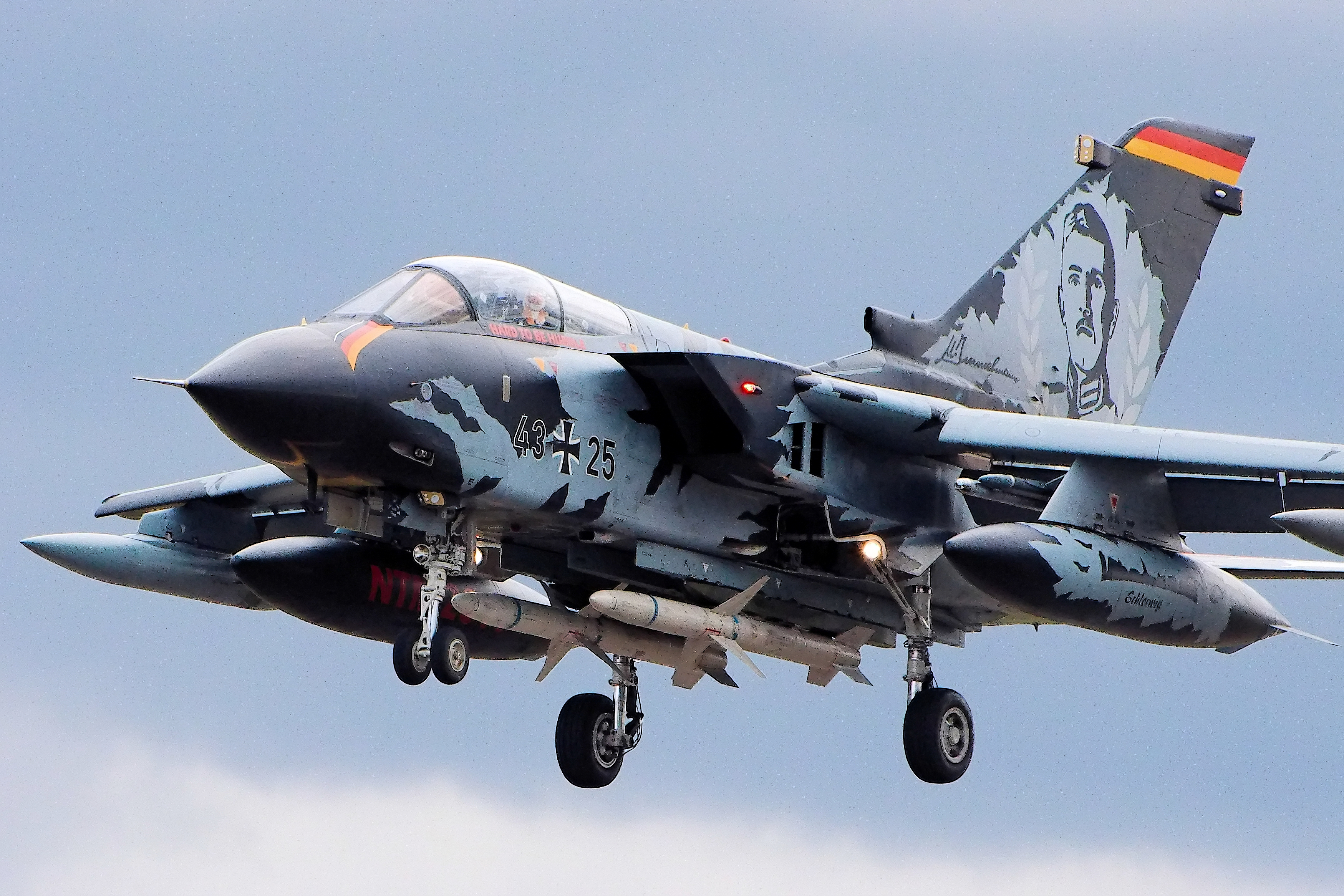
Deutscher Tornado IDS mit zwei AGM-88 HARM-Raketen unter dem Rumpf

Entgegen der ursprünglichen Planung – bei entsprechenden Vorrichtungen an den deutschen Luftfahrzeugen – verfügt kein ECR über einen Infrarot-Aufklärungssensor.
Die Aufgabe des Tornado ECR ist es, feindliche Radarstellungen zu erkennen, zu identifizieren und gegebenenfalls zu bekämpfen, bevor gegnerische Luftverteidigungskräfte das eigene Luftfahrzeug oder zu unterstützende Kräfte gefährden (Suppression of Enemy Air Defences).

#### Modernisierungen

##### Tornado ASSTA 1
Die erste Kampfwertsteigerung der Grundversion des IDS umfasste mit Einführung der ASSTA 1 (Avionics System Software Tornado in Ada,) aufbauend auf den zuvor bei der Aufrüstung der britischen Tornados auf GR.4(A) Standard gemachten Erfahrungen, im Kern die Erneuerung des Waffenrechners und dessen Software auf MIL-STD 1553/1760 bzw. Ada (MIL-STD 1815). Zusätzlich erhielt der Tornado eine neue Navigationsplattform mit Laserträgheitsnavigation (LINS) und GPS, die den zuvor nur extern angebrachten GPS-Empfänger ersetzte. Des Weiteren wurde der Tornado mit der neuen ECM-Ausrüstung Tornado Self Protection Jammer (TSPJ) ausgerüstet. Durch den neuen Waffenrechner war es möglich, neue Waffen und Komponenten zu integrieren. Im Einzelnen umfasste dies HARM III, HARM 0 Block IV/V, Kormoran II, Litening II (Präzisions-Zielbeleuchtungsbehälter). Im Rahmen letzterer wurden Lenksätze für die lasergelenkten Bomben des Typs GBU-24A/B Paveway III beschafft.
Auch organisatorisch brachte ASSTA 1 Änderungen mit sich. Da Kampfwertsteigerung mehr und mehr eine Software-Entwicklungsaufgabe ist, wurde auf der Basis des bisherigen Programmierzentrums der Luftwaffe, das nur für die ECR-Tornados zuständig gewesen war, eine Kooperation mit EADS Military gegründet, die die Software-Pflege für alle Tornado-Versionen übernimmt.
Mittlerweile haben alle noch im Dienst befindlichen Tornado die ASSTA-1-Modernisierung erhalten.

##### Tornado ASSTA 2
Die nächste Anpassung mit ASSTA 2 umfasst zwei Hauptbereiche: Das Display System Upgrade (DSU) in beiden Cockpits, einschließlich der Schnittstelle Mensch/Maschine (HMI), und das Tornado Defensive Aids Subsystem (TDASS), das Verbesserungen der Selbstschutz- bzw. Überlebens-Fähigkeit gegenüber modernen Luftverteidigungssystemen beinhaltet.
Im Rahmen des Display System Upgrade (Aufrüstung) erhalten Pilot und Waffensystemoffizier mehr Informationen als bisher in einer übersichtlicheren Darstellung. In das vordere Cockpit kommt ein neues Pilot’s Head Down Display (PHDD), in das hintere Cockpit das Navigator’s Head Down Display (NHDD). Die Bildschirme bieten der Besatzung eine digitale Karte des zu überfliegenden Gebiets, können die taktische Situation darstellen und geben technische Meldungen über das Waffensystem. Außerdem zeigt ein neuer farbiger Electronic Warfare Indicator (EWI) dem Piloten die momentane Bedrohungslage an. Darüber hinaus erhält der Waffensystemoffizier durch eine Control and Display Unit (CDU) ein programmierbares kombiniertes Kontroll- und Anzeige-Gerät, um die verschiedenen Computer und vor allem die Electronic Warfare Suite des Tornados zu bedienen.
Parallel zu den Änderungen im Cockpit läuft die Modernisierung des Tornado Defensive Aids Subsystems (TDASS). Dabei soll die Durchsetzungsfähigkeit des Waffensystems Tornado nachhaltig gegen moderne boden- und luftgestützte Bedrohungen verbessert werden. Es umfasst neben der CDU einen neuen Radarwarnempfänger und einen darin integrierten Defensive Aids Subsystem Computer (DAC). Dieser Computer koordiniert sämtliche Selbstschutz-Vorgänge an Bord und entlastet so die Besatzung im Einsatz.
Des Weiteren integriert ASSTA 2 die HARM PNU sowie den Marschflugkörper Taurus in den Tornado. Der erste ASSTA-2-Tornado wurde im April 2010 an die Luftwaffe übergeben.

##### Tornado ASSTA 3
Die Modernisierung ASSTA 3 umfasste den Einbau und die Integration einer Link-16-Datenverbindung über ein MIDS-LVT und die Integration der laser- und GPS-gelenkten Präzisionsmunition GBU-54 LJDAM.
Die Einrüstung des ASSTA-3-Pakets in den Tornado wurde für alle verbleibenden 85 Luftwaffen-Tornados, zu denen auch Tornado ECRs (siehe weiter oben) gehören, vorgesehen. Die ersten beiden auf diesen Stand umgerüsteten Maschinen wurden im Sommer 2012 an die Luftwaffe übergeben und werden beim Taktischen Luftwaffengeschwader 33 eingesetzt. Ab Mitte 2015 erfolgte die Modernisierung als „Release“ ASSTA 3.1. Die Modernisierung ist inzwischen vollständig umgesetzt.
Softwareseitig sind die verbleibenden IDS- und ECR-Tornados nun identisch. Bei der Hardware, wie den beim ECR fehlenden Bordkanonen oder dem beim IDS fehlenden ELS, gibt es weiterhin noch Unterschiede, die ausschließen, dass alle Tornados für sämtliche Einsatzrollen verwendet werden können.

##### Programm zur Nutzungsdauerverlängerung
Im Rahmen eines German Service Life Enhancement Programm (SLE) soll die strukturelle Lebensdauer der deutschen Tornados auf bis zu 8000 Flugstunden erhöht werden. Geplant ist ein 1:1 Austausch bzw. Modifizierung von Bauteilen sowie Maßnahmen zur Steigerung der Werkstofffestigkeit. Dies geht bis zur Trennung des vorderen Rumpfbereiches vom Mittelrumpf, um eine Ringspante auszutauschen. Der erste im Rahmen des Entwicklungs- und Testprogramms überholte Tornado hob am 8. Februar 2021 bei Airbus Manching erfolgreich zu seinem ersten Werksflug ab.

### Royal Air Force

#### Tornado GR.1
Der Tornado GR.1 (Tornado IDS) war die ursprüngliche Jagdbomberversion der Royal Air Force. Er bot die Basis für diverse Modifikationen.

#### Tornado GR.1A
Eine Spezialversion des Tornado GR.1 war der Tornado GR.1A, der für die Aufklärerrolle spezialisiert wurde.
Die Aufklärungssensoren und die Aufzeichnungsgeräte waren bei dieser Version vollständig im Rumpf verbaut. Der Platzbedarf der Sensorik erforderte den Verzicht auf die beiden Bordkanonen.

#### Tornado GR.1B
Eine weitere Version war der Tornado GR.1B (24 Stück gebaut), der durch die Integration des Seezielflugkörpers Sea Eagle zur Unterstützung von Seestreitkräften eingesetzt werden konnte.

#### Tornado F.2

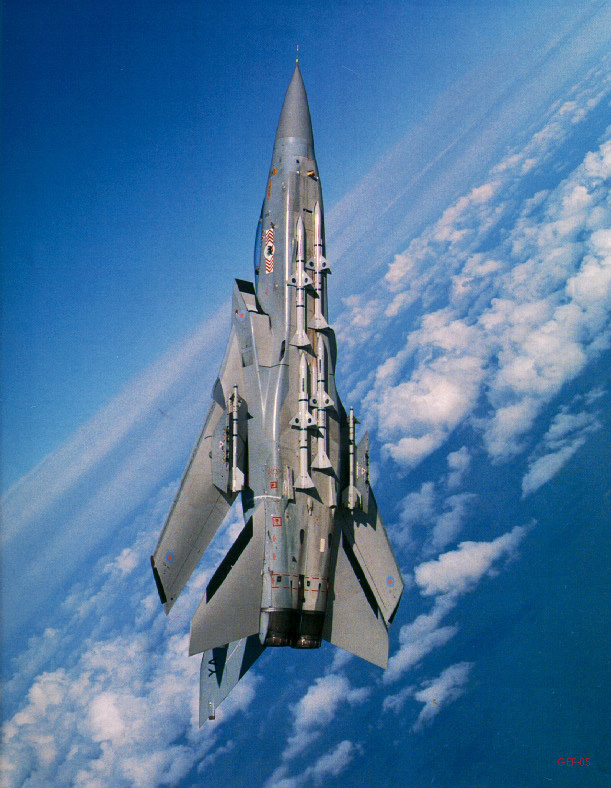
Tornado F.3 der RAF

Durch die Einführung des Tornado ADV (Air Defence Variant; dt.: Luftverteidigungsvariante) erhielt die RAF einen leistungsfähigen Langstreckenabfangjäger, der die English Electric Lightning und die McDonnell Douglas F-4 ablöste.
Der ADV unterscheidet sich in diversen Bereichen vom Jagdbomber. Die Forderung nach einer luftwiderstandsarmen halb eingelassenen Unterbringung der Skyflash-Lenkflugkörper als Hauptbewaffnung führte zu einem verlängerten Rumpf. Dies brachte den Vorteil mit sich, dass eine um 900 Liter größere Tankkapazität erreicht wurde. Gleichzeitig wurde die Nase zum Einbau des Foxhunter Radars verlängert sowie neue Displays und Elektronik eingebaut. Er erhielt aufgrund dieser baulichen Maßnahmen den Spitznamen „Longnose (dt.: Langnase)“.
Mit der Kampfwertsteigerung für den ADV, dem Capability Sustainment Programme (CSP) erhält der F.3 eine AMRAAM- (nur Großbritannien) und ASRAAM-Integration, ein leistungsgesteigertes Foxhunter-Radar, das Joint Tactical Information Distribution System (JTIDS)-Datenkommunikationssystem und weitere Verbesserungen der Avionik.
Die ersten ADV wurden ab 1979 als Tornado F.2 mit den MK-103-IDS-Triebwerken an die RAF ausgeliefert. Insgesamt wurden 18 F.2 gebaut.

#### Tornado F.3
Die Endversion des Tornado ADV ist der ab 1985 ausgelieferte Tornado F.3 mit AI.24 Foxhunter-Radar und stärkeren MK-104-Triebwerken, die für den Einsatz in mittleren und großen Höhen optimiert waren.

#### Tornado EF.3
Eine Sonderversion des Tornado F.3 stellte der Tornado EF.3 dar. Es handelte sich hierbei um wenige Maschinen der 11 Squadron, die im Zuge der Vorbereitungen auf den Irak-Krieg 2003 durch Integration der ALARM in Verbindung mit dem Radarwarnempfänger zum Einsatz gegen bodengebundene Luftverteidigung eingesetzt werden konnten.

#### Tornado GR.4

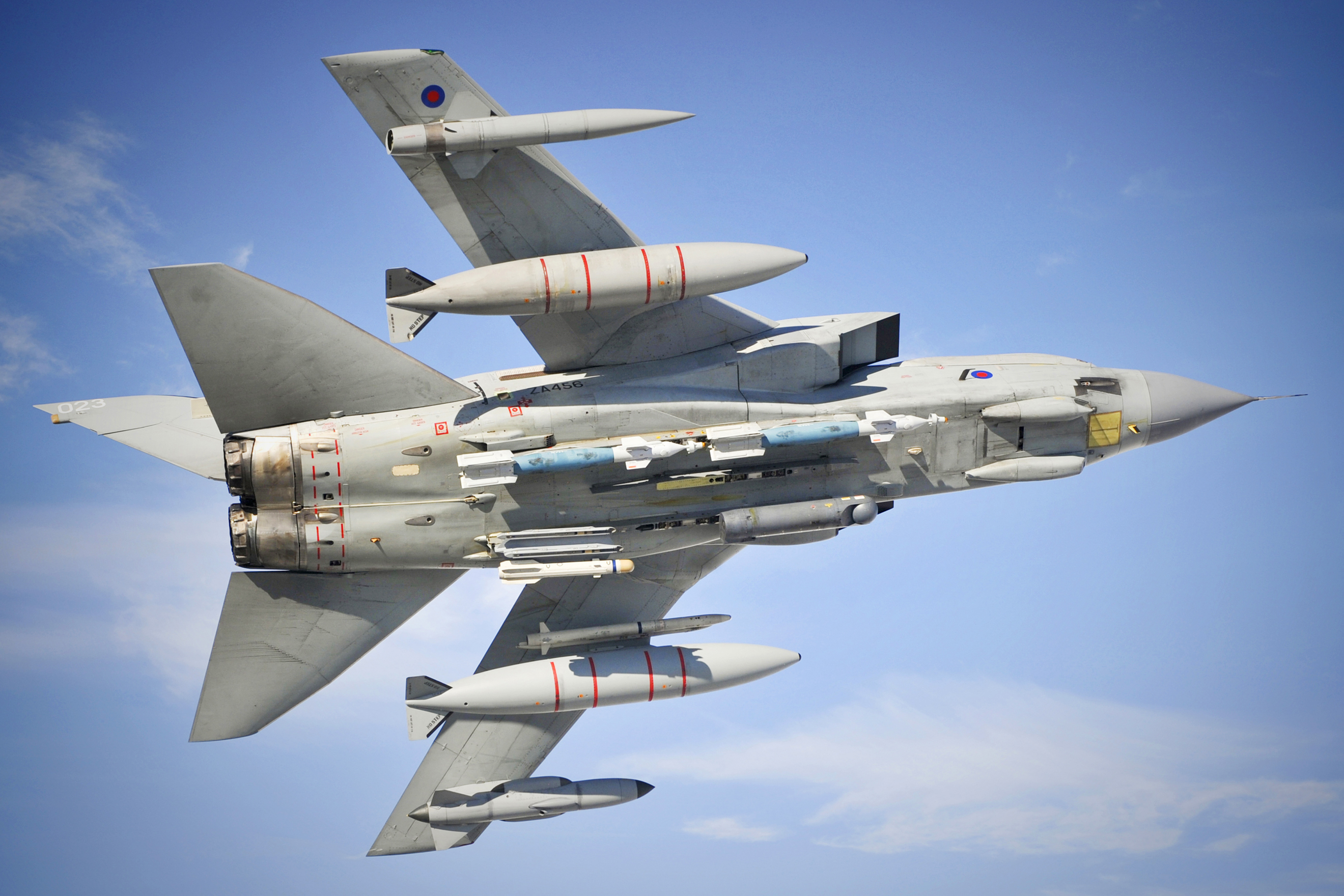
Ein Tornado GR.4 bei einem Training für einen Afghanistan-Einsatz (2012)

142 Tornado GR.1/GR.1A wurden einer Kampfwertsteigerung (einschließlich der Sea-Eagle-Integration) zur Version Tornado GR.4/GR.4A unterzogen. Wesentliche Bestandteile der Umrüstung waren der Einbau des nach vorne blickenden Infrarotsensors, Verbesserungen an der Avionik (Waffenelektronik, Head-Up-Display, Navigationsanlage (GPS, LASER INS, GPWS, digitale Kartendarstellung)) und Ausbau der Nachtkampffähigkeit. Aufgrund des erhöhten Platzbedarfs musste eine Bordkanone entfallen. Die Umrüstung begann 1997, erste umgerüstete Maschinen liefen ab 1998 zu.

#### Tornado GR.4A
Der Tornado GR.4A ist die Aufklärungsvariante des GR.4. Der Tornado GR.4A ist mit der GR.4 weitestgehend identisch. Der größte Unterschied ist das interne seitwärtsblickende Infrarotaufklärungssystem für abbildende Aufklärung im Tiefflug.
Zur Erweiterung der Fähigkeiten und Erhöhung der Flexibilität dieses Systems nutzt die RAF am GR.4(A) mit dem RAPTOR (Reconnaissance Airborne Pod TORnado) und dem Joint Reconnaissance Pod (JRP) auch externe Aufklärungsbehälter.

### Aeronautica Militare

#### A-200A/C Tornado
Die 88 Einsatz-Maschinen der Aeronautica Militare (87 Serien- und 1 modifizierte Vorserienmaschine) waren zunächst ausschließlich Tornado IDS, davon einige Recces mit Aufklärungspod, mit der italienischen Bezeichnung A-200A. Nach einem „Mid-Life-Update“ wurden sie als A-200C bezeichnet.

#### TA-200A/B Tornado
Die Trainings-Exemplare mit Doppelsteuerung, von der 12 beschafft wurden, erhielten die Bezeichnung TA-200A. Nach einem „Mid-Life-Update“ wurden sie als TA-200B bezeichnet.

#### EA-200B/D Tornado
Auch die italienischen Luftstreitkräfte entschieden sich zur Einführung von Tornado ECR. Sie beschafften jedoch keine neuen, sondern bauten von 1992 bis 1994 sechzehn Flugzeuge aus der IDS-Flotte um. Deutsche und italienische ECR sind somit in mehrerlei Hinsicht wie zum Beispiel bei Avionik, Triebwerken etc. unterschiedlich. Nach einem „Mid-Life-Update“ analog der IDS-Version wurden sie als EA-200CD bezeichnet.

## Bewaffnung

Blau – Bordkanonen
Orange – Träger für Außenlast und Tanks
Grün – Träger nur für Außenlast

Die Konzeption als Mehrzweckkampfflugzeug erfordert den Einsatz eines breiten Spektrums an Beladung und Bewaffnung. Hierfür muss einerseits ein Anbau an entsprechenden Außenlastträgern und andererseits ein Abwurf beziehungsweise eine Bedienung durch die Avionik möglich sein.
- Anbau: Die Aufhängepunkte befinden sich an an-/abmontierbaren Außenlastträgern mit Schwer- und Leichtlastaufhängeeinrichtungen. In der Regel werden die Schwerlastaufhängungen mit Absprengkartuschen für einen Notabwurf versehen. Die Träger an den Schwenkflügeln werden automatisch an den Grad der Flügelpfeilung angepasst.
- Avionik: Für den Einsatz von Bewaffnung ist eine Systemintegration erforderlich. Sie umfasst unter anderem die Softwareanpassung des Waffenrechners und die entsprechende Hardwareeinrüstung, beispielsweise die Schaffung einer entsprechenden Verkabelung. Insbesondere aus Kostengründen wurden nie alle Tornados auf einen einheitlichen Stand gebracht.

### Fest installierte interne Bordkanone
Als einzige festinstallierte Bewaffnung verfügt der Tornado über eine (GR.1A/4A, ADV und GR.4) oder zwei (IDS und GR.1(B)) 27-mm-Revolver-Maschinenkanonen Mauser BK-27. Die BK-27 verfügt über eine umschaltbare Kadenz von 1000 oder 1700 Schuss pro Minute und kann gegen Luft- und Bodenziele eingesetzt werden. Pro Kanone können 180 Schuss gegurteter Munition unterschiedlicher Wirkungsweisen mitgeführt werden.

### Bewaffnung an Außenlaststationen
Die Standard-Grundbeladung eines als Jagdbomber eingesetzten Tornados umfasst unter den Tragflächen zwei Zusatztanks auf der Innenstation und es werden maximal zwei Luft-Luft-Raketen zum Selbstschutz auf Startgeräten am inneren Träger montiert. Einige Außenlasten können nur an den Unterrumpfstationen angebaut werden. Für den Einsatz als Abfangjäger führt der Tornado ADV maximal acht Luft-Luft-Lenkflugkörper mit.
In Abhängigkeit von der Einsatzrolle kann der Tornado folgende Waffen und Sensoren tragen:

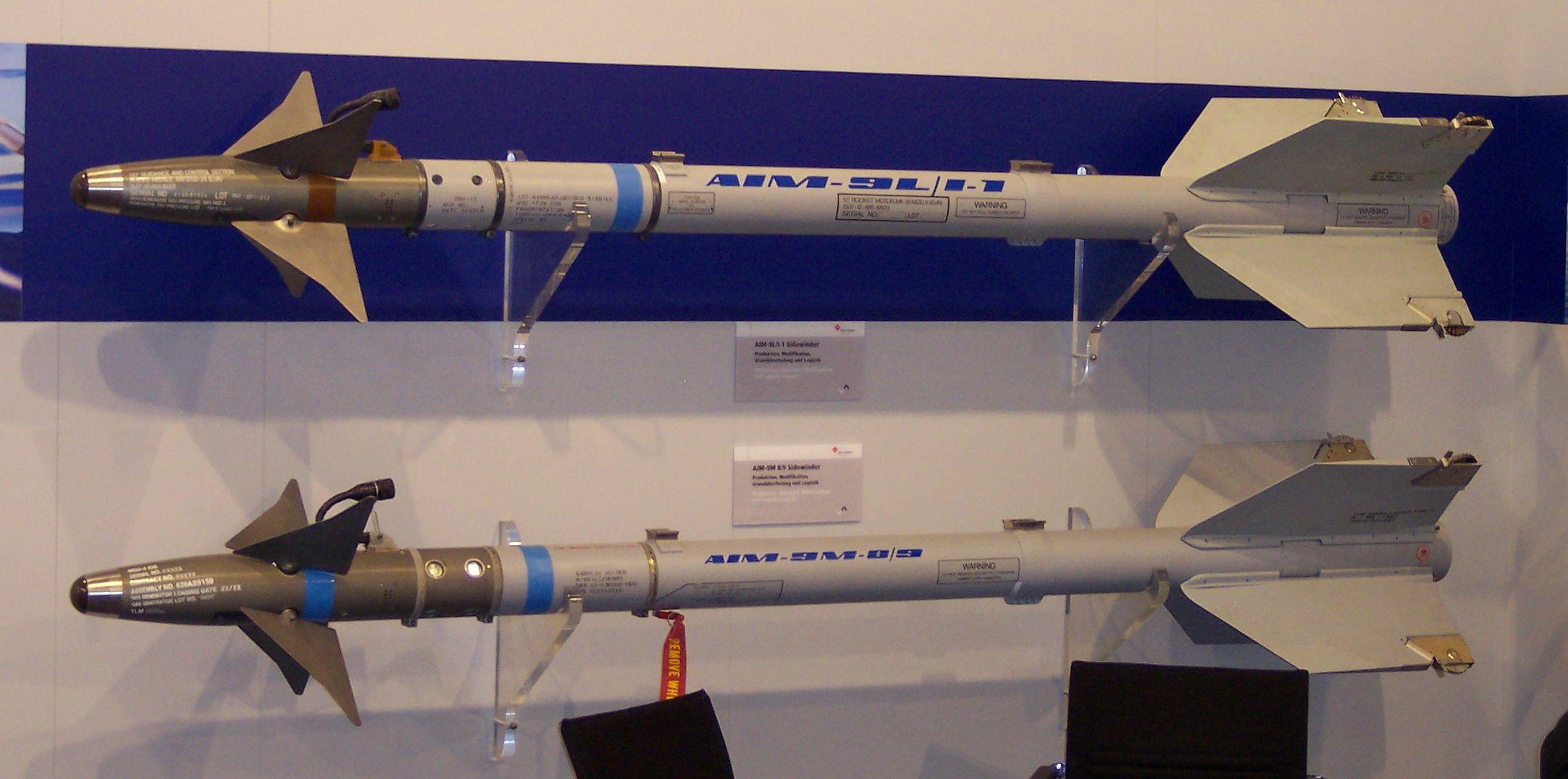
AIM-9L (oben)

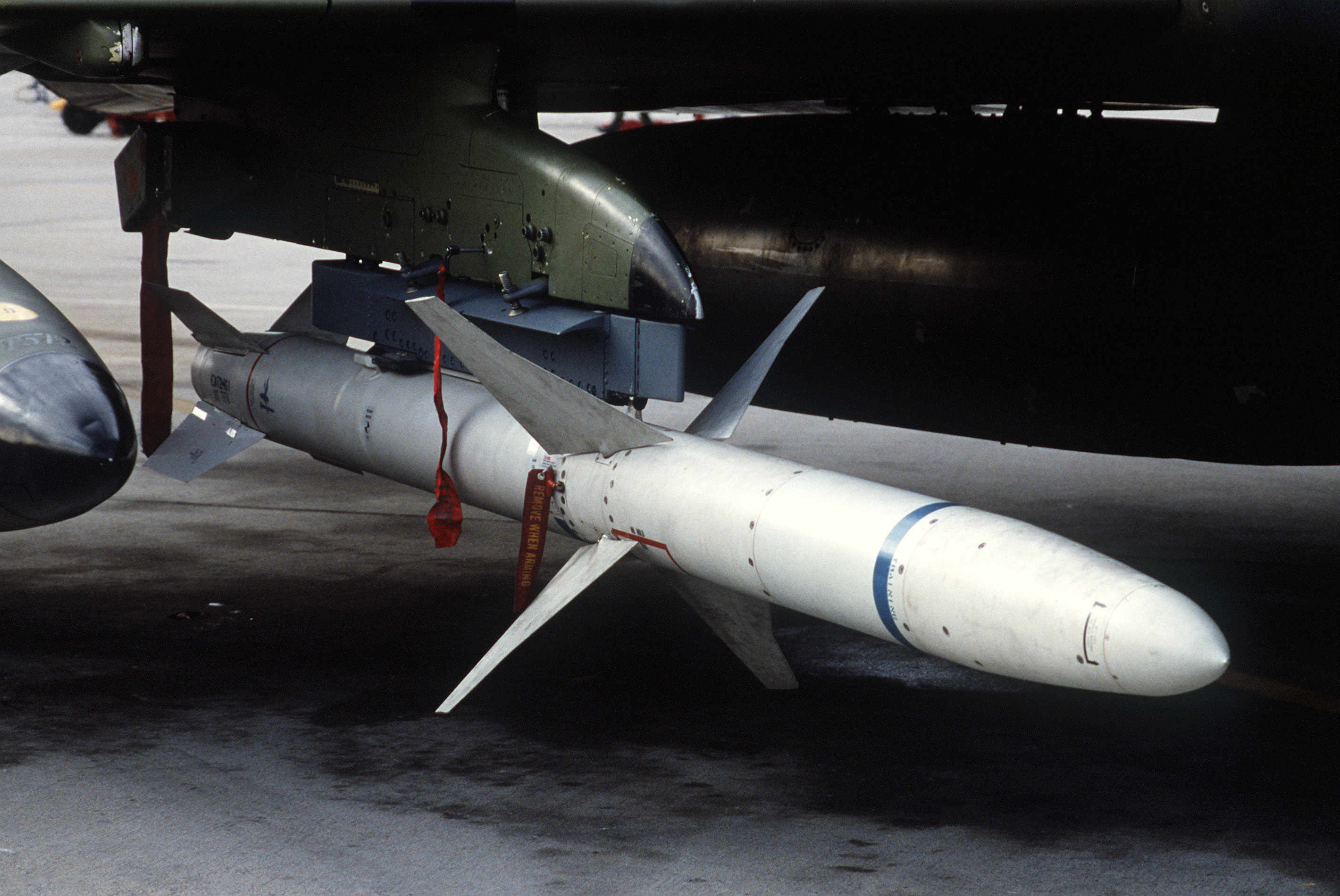
AGM-88 HARM

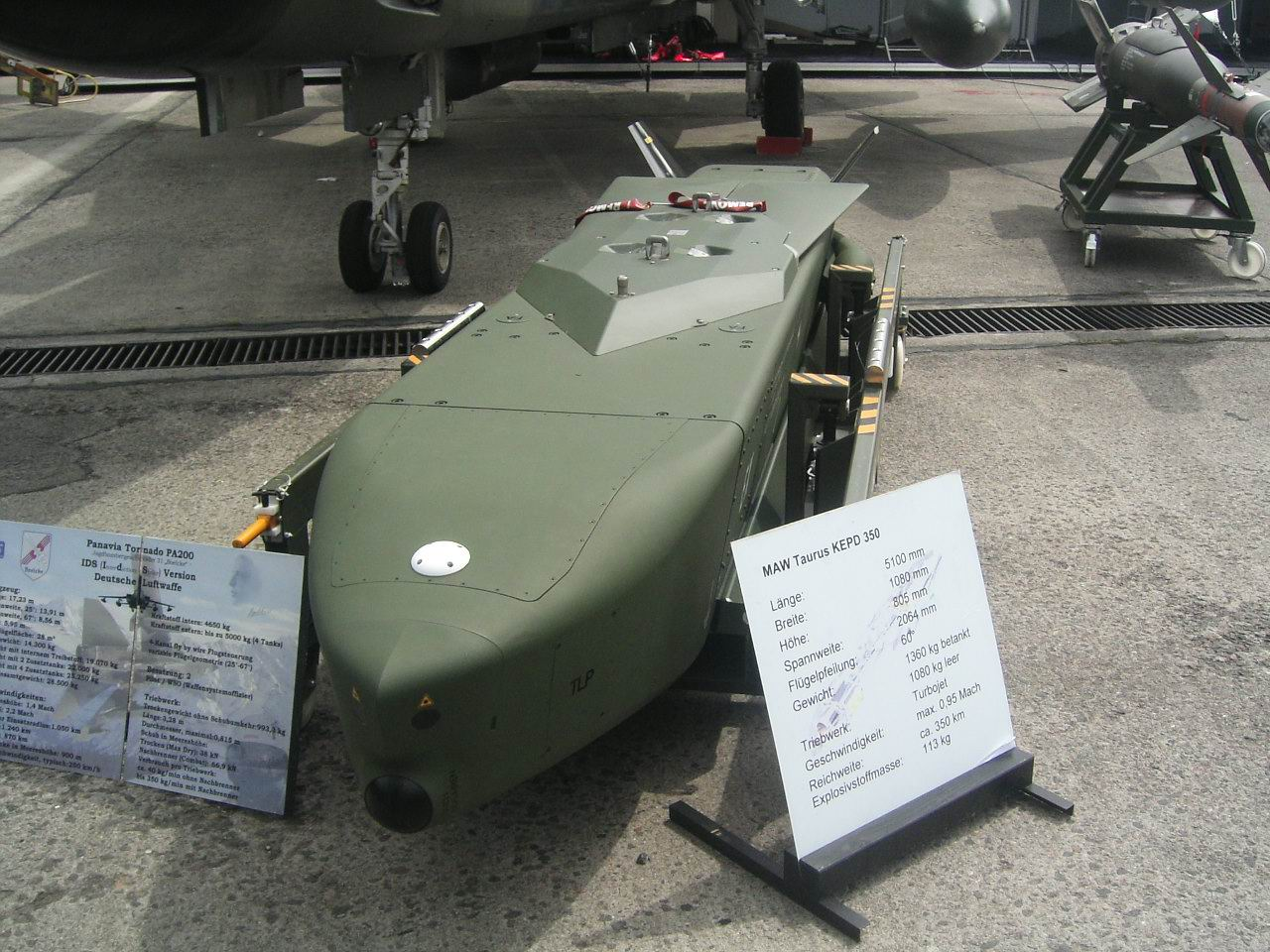
Marschflugkörper Taurus

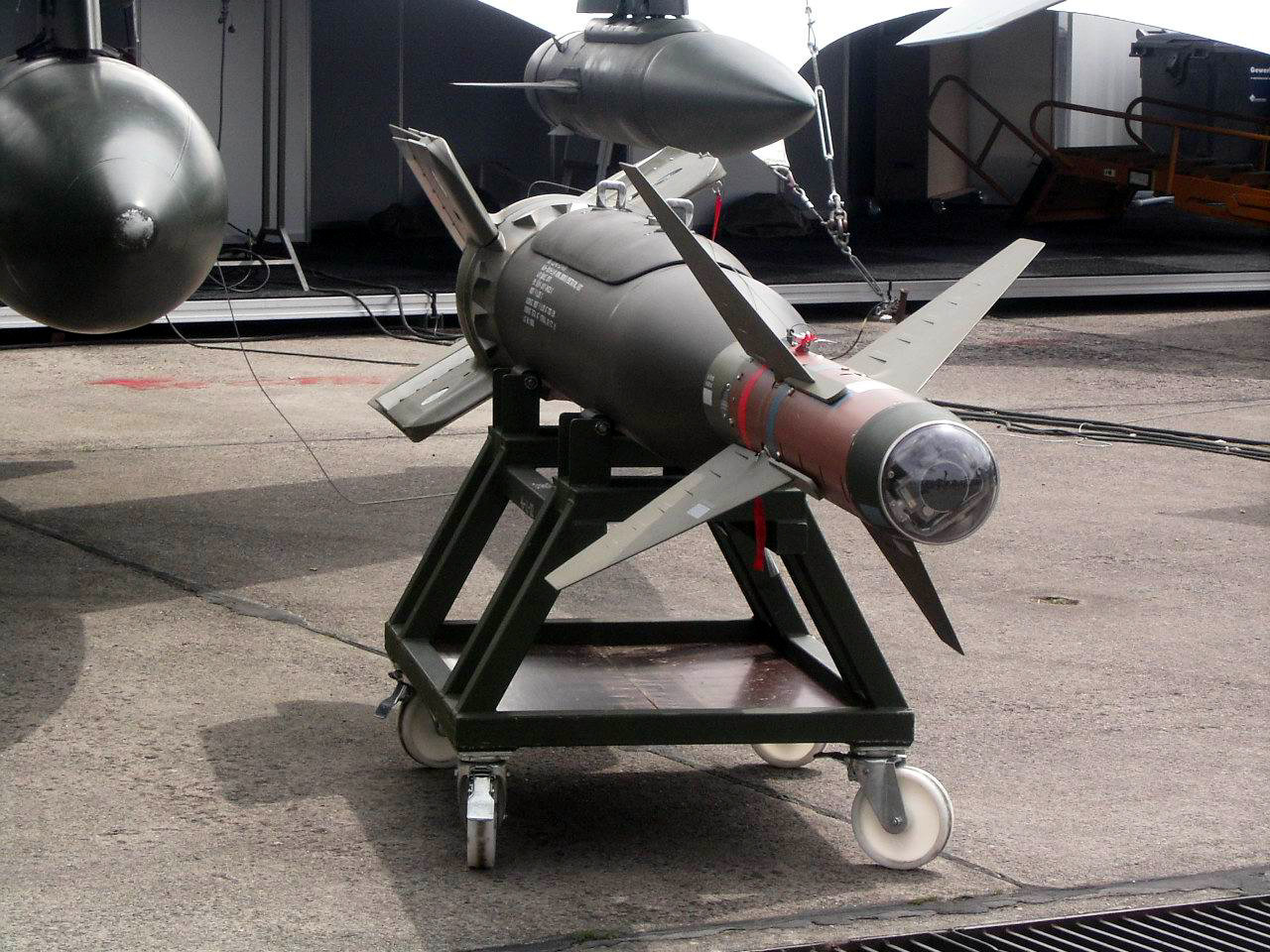
GBU-24 Paveway III

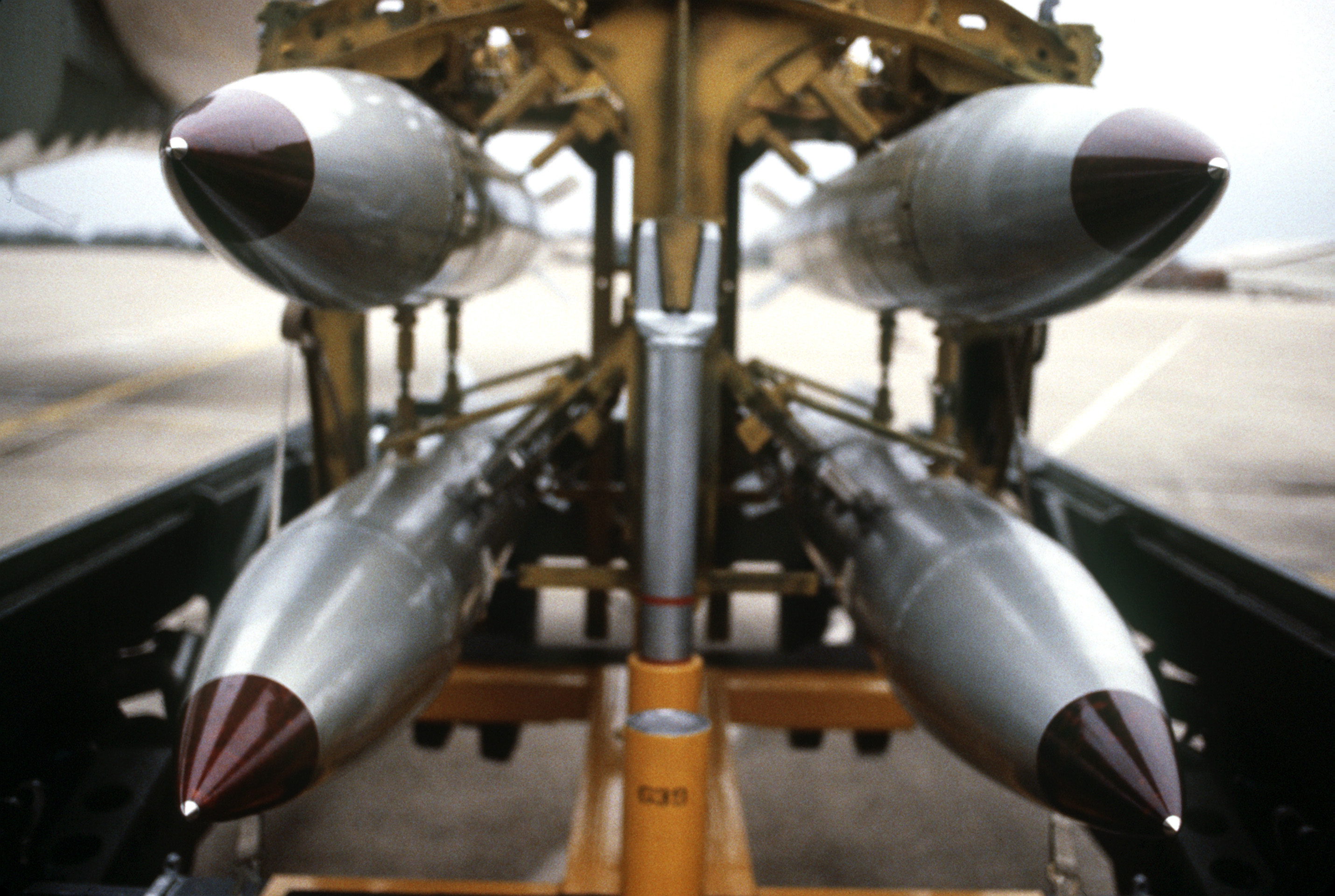
Wasserstoffbombe B-61 auf einem Waffenträger

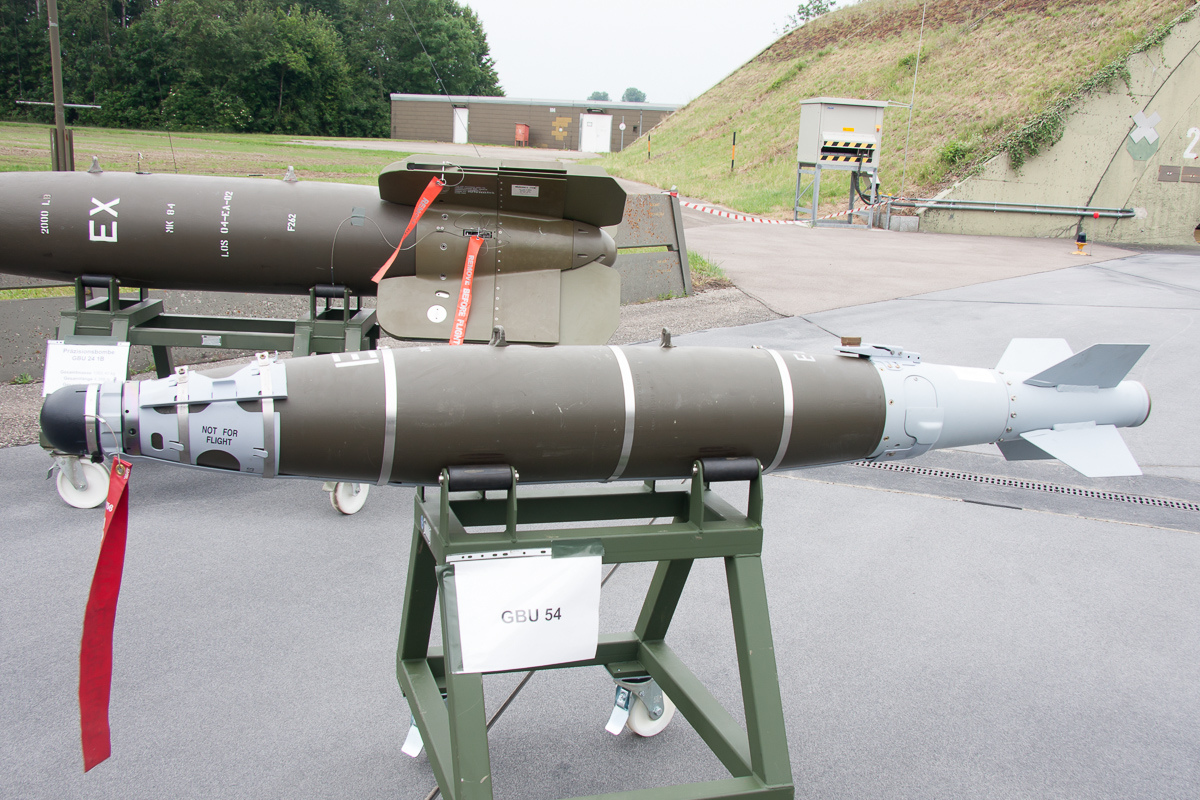
GBU-54 der Luftwaffe

| Anzahl Stationen          | Einheiten je Station     | Waffe                    | Beschreibung                                             | Nutzer                   | Nutzer                   | Nutzer                   | Nutzer                   |
| Anzahl Stationen          | Einheiten je Station     | Waffe                    | Beschreibung                                             | Deutschland              | Italien                  | Vereinigtes Konigreich   | Saudi-Arabien            |
| Luft-Luft-Lenkflugkörper  | Luft-Luft-Lenkflugkörper | Luft-Luft-Lenkflugkörper | Luft-Luft-Lenkflugkörper                                 | Luft-Luft-Lenkflugkörper | Luft-Luft-Lenkflugkörper | Luft-Luft-Lenkflugkörper | Luft-Luft-Lenkflugkörper |
| ------------------------- | ------------------------ | ------------------------ | -------------------------------------------------------- | ------------------------ | ------------------------ | ------------------------ | ------------------------ |
| 2–4                       | 1                        | AIM-9L Sidewinder        | infrarotgesteuerte Kurzstrecken-Luft-Luft-Lenkflugkörper | ×                        | ×                        | ×                        |                          |
| 2–4                       | 1                        | AIM-132 ASRAAM           | infrarotgesteuerte Kurzstrecken-Luft-Luft-Lenkflugkörper |                          |                          | ×                        |                          |
| 2                         | 1                        | IRIS-T                   | infrarotgesteuerte Kurzstrecken-Luft-Luft-Lenkflugkörper | ×                        |                          |                          |                          |
| 4                         | 1                        | Skyflash                 | radargesteuerter Mittelstrecken-Luft-Luft-Lenkflugkörper |                          |                          | ×                        | ×                        |
| 4                         | 1                        | AIM-120A AMRAAM          | radargesteuerter Mittelstrecken-Luft-Luft-Lenkflugkörper |                          |                          | ×                        |                          |
| Luft-Boden-Lenkflugkörper |                          |                          |                                                          |                          |                          |                          |                          |
| 4                         | 1                        | AGM-88B HARM Block IIIB  | Anti-Radar-Luft-Boden-Lenkflugkörper                     | ×                        | ×                        |                          |                          |
| 4                         | 1                        | AGM-88E AARGM            | Anti-Radar-Luft-Boden-Lenkflugkörper                     |                          | ×                        |                          |                          |
| 9                         | 1                        | ALARM                    | Anti-Radar-Luft-Boden-Lenkflugkörper                     |                          |                          | (×)                      | ×                        |
| 4                         | 1                        | AS.34 Kormoran           | Seezielflugkörper                                        | (×)                      | ×                        |                          |                          |
| 4                         | 1                        | Sea Eagle                | Seezielflugkörper                                        |                          |                          | (×)                      | ×                        |
| 4                         | 3                        | Brimstone                | Panzerabwehrlenkwaffe                                    |                          |                          | x                        |                          |
| 2                         | 1                        | Taurus                   | Luft-Boden-Marschflugkörper                              | ×                        |                          |                          |                          |
| 2                         | 1                        | Storm Shadow             | Luft-Boden-Marschflugkörper                              |                          | ×                        | ×                        | (×)                      |
| Gelenkte Bomben           |                          |                          |                                                          |                          |                          |                          |                          |
| 4                         | 1                        | GBU-12 „Paveway II“      | lasergelenkte Präzisionsbombe                            |                          | ×                        | ×                        |                          |
| 4                         | 1                        | GBU-16 „Paveway II“      | lasergelenkte Präzisionsbombe                            |                          | ×                        | ×                        |                          |
| 2                         | 1                        | GBU-24 „Paveway III“     | lasergelenkte Präzisionsbombe                            | ×                        | ×                        |                          | ×                        |
| 4                         | 1                        | GBU-32                   | GPS-gelenkte Präzisionsbombe                             |                          | ×                        |                          |                          |
| 3                         | 1                        | GBU-38/54                | GPS-/lasergelenkte Präzisionsbombe                       | ×                        |                          |                          |                          |
| 2                         | 1                        | Enhanced Paveway II      | lasergelenkte Präzisionsbombe                            |                          |                          | ×                        |                          |
| 2                         | 1                        | Paveway IV               | lasergelenkte Präzisionsbombe                            |                          |                          | ×                        |                          |
| Ungelenkte Bomben         |                          |                          |                                                          |                          |                          |                          |                          |
| 9                         | 1                        | Mk-80-Serie              | verschiedene ungelenkte Mehrzweckbomben                  | ×                        | ×                        | ×                        |                          |
| 1                         | 1                        | MW-1                     | Submunitionsbehälter mit variabler Submunition           | (×)                      | (×)                      |                          |                          |
| 2                         | 1                        | JP233                    | Submunitionsbehälter mit fixer Submunition               |                          | (×)                      | (×)                      |                          |
| 4                         | 1                        | BL755                    | Streubombe mit variabler Submunition                     | (×)                      |                          | (×)                      |                          |
| 2                         | 1                        | B61                      | ungelenkte Kernwaffe                                     | ×                        | ×                        |                          |                          |
| 2                         | 1                        | WE.177                   | ungelenkte Kernwaffe                                     |                          |                          | (×)                      |                          |

1. 1 2 3  Nur Tornado ADV
2. 1 2 3 4 5  Ausgemustert
3. ↑  Noch nicht integriert
4. 1 2 3 4 5  Aufgrund der Ottawa-Konvention Ausgemustert

### Zusatzbehälter

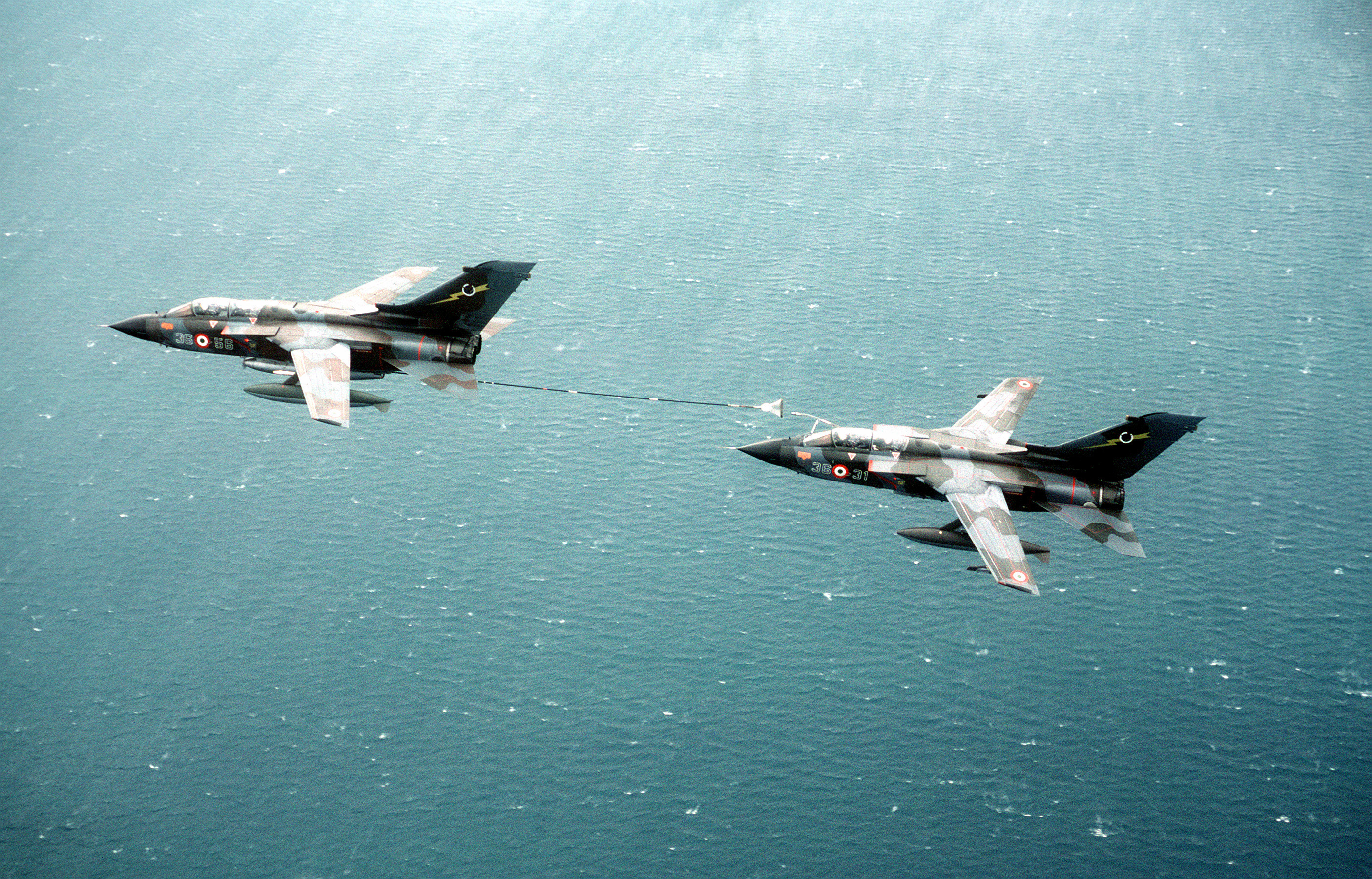
Buddy Refueling

Durch den Anbau eines Luftbetankungsbehälters und den Einbau des Bedienmoduls erhält der Tornado die Fähigkeit, andere Luftfahrzeuge im Flug beim sogenannten „Buddy-Refueling“ zu betanken.
Zur Erhöhung der Reichweite stehen Abwurftanks in zwei verschiedenen Größen zur Verfügung:
- bis zu 4 × Zusatztanks für 1500 Liter Treibstoff
- bis zu 2 × Zusatztanks für 2250 Liter Treibstoff (sog. Hindenburgtanks)

Zur Übung von Bombenabwürfen wird der folgende Behälter verwendet:
- bis zu 2 × CBLS 200 (Carrier Bomb, Light Stores)

Zur Lenkung von Präzisionsbomben wird jeweils einer der folgenden Zielbeleuchtungsbehälter verwendet:
- Rafael Litening (LASER Designator Pod)
- TIALD-Pod (Thermal Imaging Airborne Laser Designator Pod)
- Thomson CLDP (Convertible Laser Designation Pod)

### Aufklärungsbehälter
Die Grundbeladung des Aufklärers entspricht der des Jagdbombers. Beim Tornado Recce und GR.4 wird zusätzlich einer der folgenden Aufklärungsbehälter unter dem Rumpf angebaut:
- MBB/Aeritalia Recce-Pod
- EADS Recce-Pod bzw. Telelens-Pod (Optische und Infrarot-Sensoren)
- Rafael RecceLite (Elektrooptische und Infrarot-Sensoren) [37]
- RAPTOR (Reconnaissance Airborne Pod Tornado) (Elektrooptische und Infrarot-Sensoren)

### Selbstschutzsysteme
Für die EloKa kommen folgende Störsysteme zum Einsatz:
- 1 × AEG-Telefunken Cerberus I
- 1 × Elta Cerberus III
- 1 × Elta TSPJ (Tornado Self Protection Jammer, Radarstörgerät)
- 1 × GEC-Marconi (Selex) Sky Shadow bzw. ARI.23246/1
- 1 × Selenia ALQ-234
- 1 × Elettronica EL-70/73

Außerdem werden folgende Täuschkörperwerferbehälter eingesetzt:
- 1 × CelsiusTech/SAAB BOZ-101  /-102
- 1 × CelsiusTech/SAAB BOZ-107 mit Werfer für 28 × Leuchtkörper und 540 × Düppelstreifen
- 1 × Saab Avitronics BOZ-101  /-102  EC (Enhanced Capability) mit vier integrierten MAW-300-Raketenanflugswarnern und 5 × Täuschkörperwerfer SAAB BOP-L-39 mit je 39 × 1"-Täuschkörperpatronen

Ein passives Selbstschutzsystem ist der integrierte Radarwarnempfänger.

## Nutzer
Neben Deutschland, das von August 1980 bis September 1991 insgesamt 359 Tornados erhielt und im Oktober 2011 noch über 185 Exemplare verfügte, führten noch Großbritannien (398 Exemplare), Italien (100 Exemplare) und Saudi-Arabien (120 Exemplare) den Tornado ein. Im Jahr 2015 verfügte die Bundeswehr für die Luftwaffe insgesamt noch über 85 Tornados. Die Marine hat keine Tornados mehr im Einsatz. Großbritannien, Deutschland und Italien betrieben von 1981 bis 1999 einen gemeinsamen Verband, das Tri-National Tornado Training Establishment (TTTE), zur Ausbildung ihrer Besatzungen auf dem Flugplatz RAF Cottesmore in Großbritannien.
Die Nutzerstaaten ersetzen den Tornado zunehmend durch moderne Muster für einen Teil der vorgesehenen Aufgaben. Großbritannien startete Anfang der 1990er-Jahre mit dem Future Offensive Air System (FOAS) eine Studie, welche einen Nachfolger finden sollte. Frankreich und Deutschland zeigten Interesse, an einem gemeinsamen Nachfolgemodell mitzuarbeiten. Allerdings scheiterte die Zusammenarbeit am Ausstieg Frankreichs und Deutschlands Unwillen. Zurzeit sind der Eurofighter sowie das US-Muster Lockheed-Martin F-35 zur Schließung eines Teils der Fähigkeitslücken nach Außerdienststellung des Tornado bei der Bundeswehr vorgesehen. Später soll – sofern die Erkenntnisse der FOAS-Studien weiter berücksichtigt werden – die restliche Fähigkeitslücke durch eine Kampfdrohne geschlossen werden.

### Deutschland

#### Zuständigkeiten in der Betreuungsstruktur der Bundeswehr
2018 waren in der Bundeswehr insgesamt 13 Dienststellen für die Betreuung des Kampfflugzeugs Tornado zuständig:
Bundesministerium der Verteidigung:
- Bundesministerium der Verteidigung in Bonn und Berlin mit der Abteilung Ausrüstung in Fragen der Beauftragung und Budgetierung
  - Bundesamt für Ausrüstung, Informationstechnik und Nutzung der Bundeswehr in Koblenz für Verhandlungen und Vertrag
    - Wehrtechnische Dienststelle 61 in Manching und das
    - Wehrwissenschaftliche Institut für Werk- und Betriebsstoffe in Erding für Untersuchung, Erprobung und Beurteilung

Bundeswehr:
- Luftfahrtamt der Bundeswehr in Köln-Wahn für die Musterzulassung, unterstellt dem Generalinspekteur der Bundeswehr

Luftwaffe:
- Kommando Luftwaffe in Berlin-Gatow für die truppendienstlichen Vorgaben des Betriebs, untersteht dem Generalinspekteur der Bundeswehr
  - Luftwaffentruppenkommando in Köln-Wahn für die Bedarfsdeckung und Sicherstellung der Einsatz- und Unterstützungsbereitschaft
    - Taktisches Luftwaffengeschwader 33 in Büchel für die Ausbildungsplanung
    - Taktisches Luftwaffengeschwader 51 „Immelmann“ in Jagel für die Ausbildungsplanung
    - Waffensystemunterstützungszentrum 1 der Luftwaffe in Manching für Einsatzlogistik, Instandsetzung und Systembetreuung
    - Technisches Ausbildungszentrum der Luftwaffe in Faßberg beziehungsweise Kaufbeuren für die technisch-logistische Ausbildung
    - Zentrum Elektronischer Kampf Fliegende Waffensysteme in Kleinaitingen für die technische und elektronische Begleitung.

Unterstützungsbereich:
- Logistikkommando der Bundeswehr für die Steuerung der Instandhaltung und Logistik in Erfurt, untersteht dem Unterstützungskommando der Bundeswehr in Bonn.

#### Verbände/Dienststellen

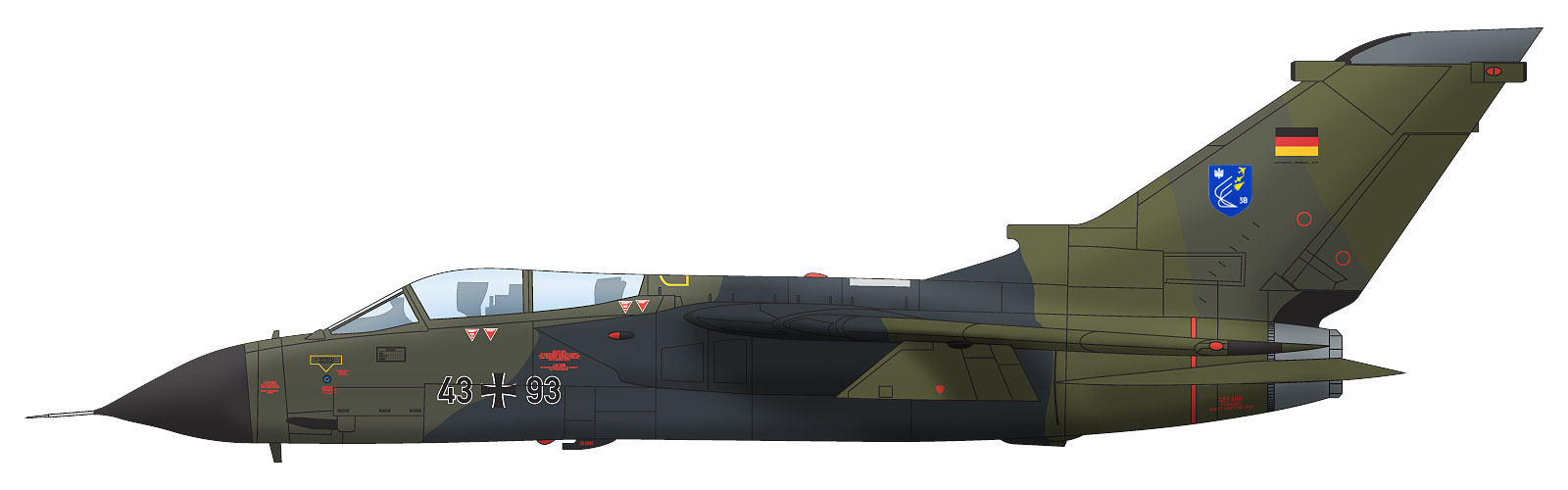
Tornado des JaboG 38

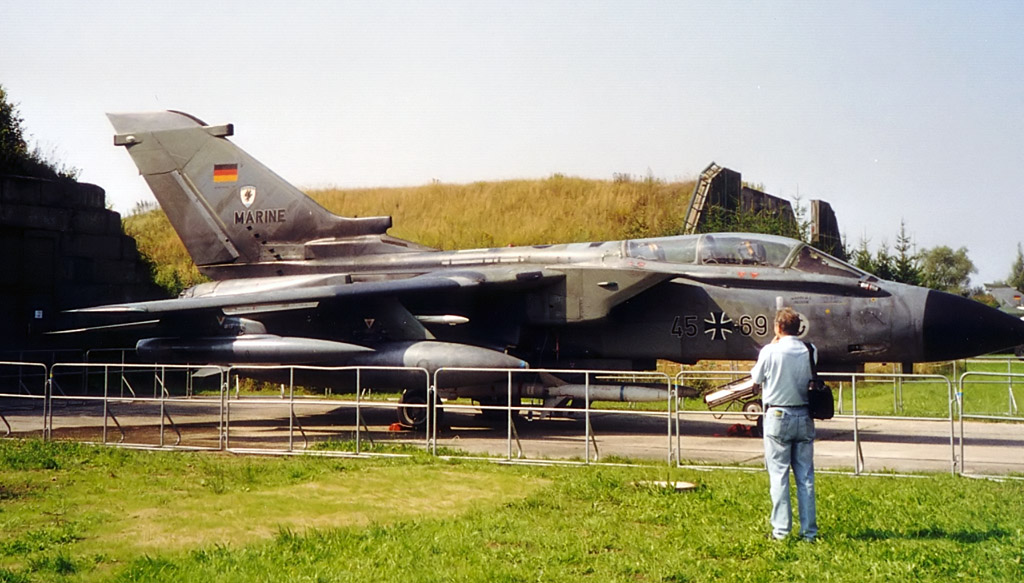
Marine-Tornado in Laage

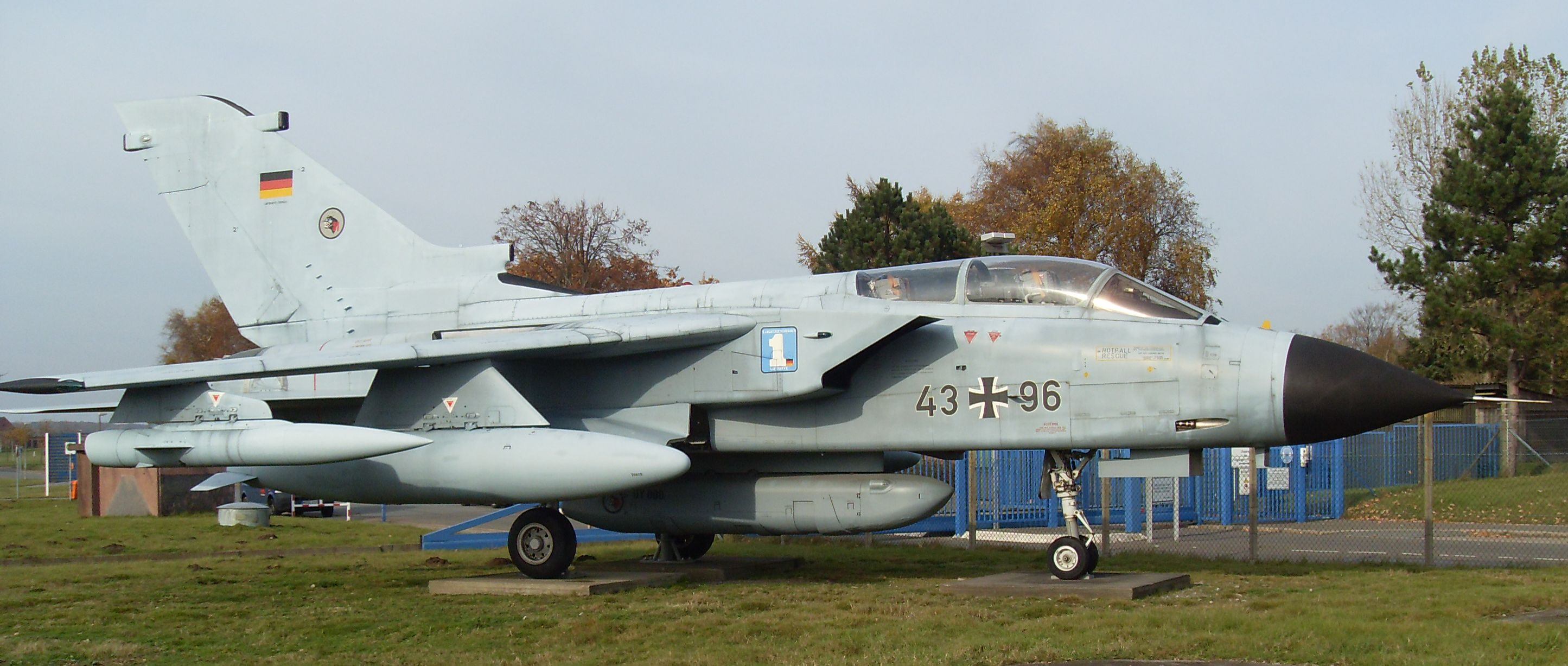
Tornado in Jagel

Bei der Bundeswehr wird bzw. wurde der Tornado bei der Luftwaffe und der Marine mit den Varianten IDS, Recce und ECR eingesetzt.
Die Marine nutzte den Tornado in einer anderen Rolle als die Luftwaffe. Nach Auflösung der beiden Marinefliegergeschwader 1 & 2 wurden diese Aufgaben im Schwerpunkt vom Aufklärungsgeschwader 51 übernommen. Der Tornado soll bis 2025 ausgephast werden.
| Nutzer          | Verband                                        | Stationierungsort            | Bemerkung |
| --------------- | ---------------------------------------------- | ---------------------------- | --- |
| Luftwaffe       | Jagdbombergeschwader 31 „Boelcke“              | Nörvenich                    | erster Verband der Luftwaffe mit dem Tornado (Einführung: 1983/1984); Umrüstung auf das Waffensystem Eurofighter seit Juli 2010                                                                       |
| Luftwaffe       | Jagdbombergeschwader 32                        | Lagerlechfeld                | zum 31. März 2013 aufgelöst |
| Luftwaffe       | Taktisches Luftwaffengeschwader 33             | Büchel                       | Sonderwaffenauftrag im Rahmen der nuklearen Teilhabe und Ausstattung mit dem konventionellen Marschflugkörper Taurus                                                                                  |
| Luftwaffe       | Taktisches Luftwaffengeschwader 51 „Immelmann“ | Jagel                        | einziger Verband mit dem RECCE Tornado; 2009 Reduzierung auf eine Aufklärer-Staffel, 2012/13 Übernahme von ECR-Tornados vom aufgelösten JaboG 32, 2017 Übernahme des Ausbildungsbetriebs aus Holloman |
| Luftwaffe       | Fliegerisches Ausbildungszentrum der Luftwaffe | Holloman AFB, New Mexico/USA | Ausbildungsverband, Ausbildungsbetrieb 2017 eingestellt |
| Luftwaffe       | Jagdbombergeschwader 34 „Allgäu“               | Memmingen                    | 2003 aufgelöst |
| Luftwaffe       | Jagdbombergeschwader 38 „Friesland“            | Jever                        | 2005 aufgelöst |
| Deutsche Marine | Marinefliegergeschwader 1                      | Jagel                        | 1993 aufgelöst; erster Einsatzverband der Bundeswehr mit dem Tornado. Die Maschinen wurden von der Luftwaffe übernommen.                                                                              |
| Deutsche Marine | Marinefliegergeschwader 2                      | Eggebek                      | 2005 aufgelöst |
| Rüstung         | Wehrtechnische Dienststelle 61                 | Manching                     | Erprobung |

#### Deutsche Tornados im Einsatz

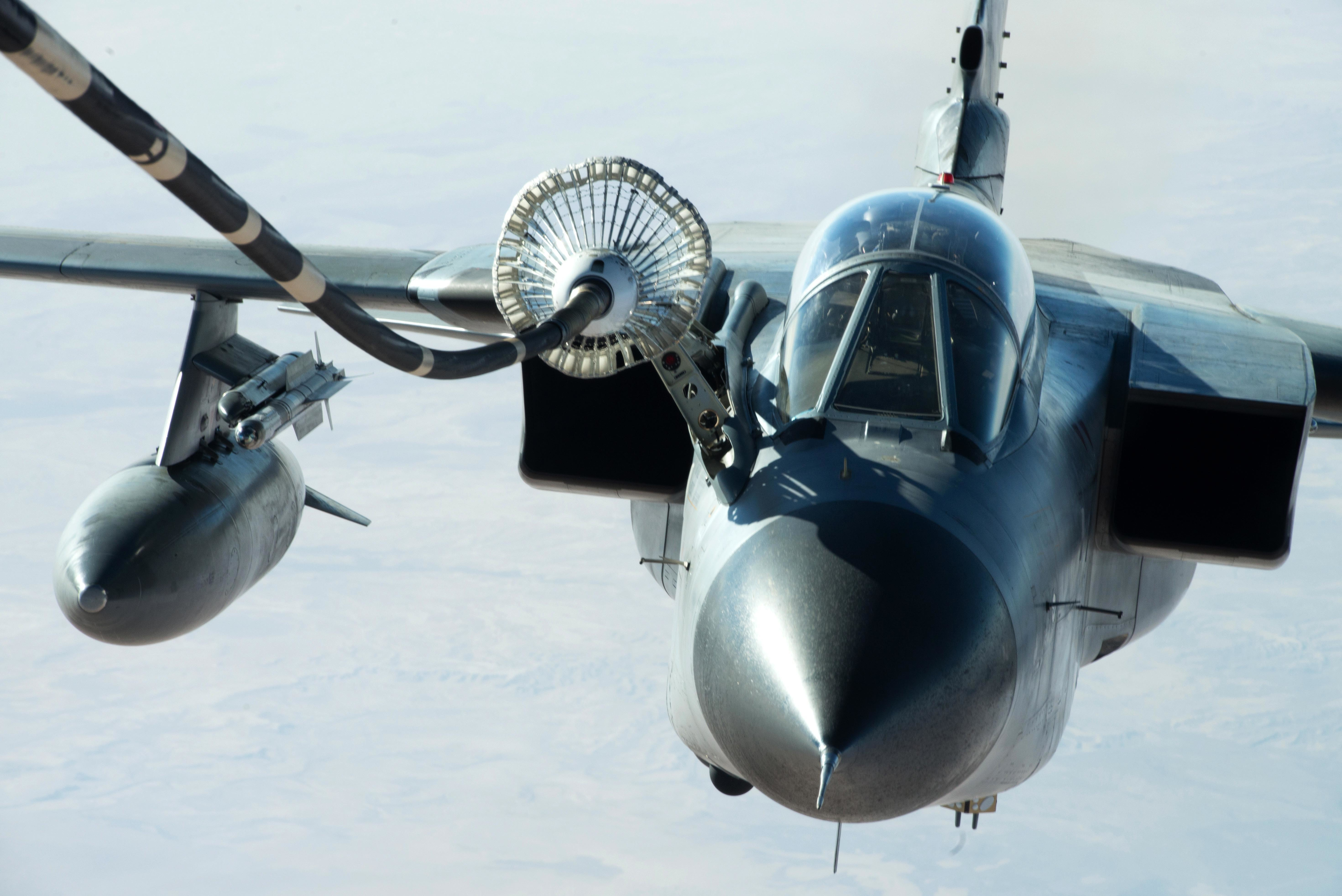
Luftbetankung über dem irakischen Mossul im November 2016

Der Tornado wurde von der deutschen Luftwaffe sowohl im Bosnien-Konflikt als auch im Kosovo-Krieg zu Aufklärungszwecken sowie für die Bekämpfung feindlicher Radarstellungen eingesetzt.
Auf Anfrage der NATO war von der Bundesregierung ein zeitlich befristeter Aufklärungseinsatz zur Unterstützung der NATO-Partner in Afghanistan im Rahmen von ISAF beschlossen worden. Dieser wurde vom 20. April 2007 bis 27. November 2010 mit sechs beim Einsatzgeschwader Mazar-e Sharif in Masar-e Scharif stationierten Maschinen absolviert. Im Syrien-Konflikt und im Rahmen der Operation Inherent Resolve im Nordirak hatte die deutsche Luftwaffe sechs Tornados zuerst ab Incirlik zu Aufklärungszwecken im Einsatz. Nach einem Streit mit der türkischen Regierung wegen Besuchsrechten deutscher Abgeordneter bei Bundeswehrsoldaten im Stützpunkt Incirlik wurden die Truppe und Flugzeuge auf den jordanischen Stützpunkt Muwaffaq Salti Air Base verschoben. Die letzten deutschen Soldaten verließen den Stützpunkt im September 2017. Nach knapp vier Jahren mit fast 2.500 Aufklärungsflügen und 7.500 Stunden in der Luft über Syrien und dem Irak, beendete die Luftwaffe Ende März 2020 den Einsatz des Taktischen Luftwaffengeschwader 33 aus Büchel.
Die Aufklärer-Versionen des Tornados werden manchmal auch im Rahmen der Amtshilfe zur Unterstützung anderer amtlicher Stellen eingesetzt. Solche Aufträge können die Suche nach vermissten Personen oder Straftätern wie dem Kaufhauserpresser Dagobert beinhalten oder die Suche nach verunfallten Flugzeugen oder die Überwachung von Deichen, wie z. B. beim Elbhochwasser 2002.

#### Einlagerung im AMARG
Von 1995 bis März 2002 waren zwei Exemplare des Typs im AMARG in Tucson, Arizona eingelagert, um die Folgen und Möglichkeiten einer Langzeitkonservierung zu prüfen. Aufgrund des Aufwands an Nachrüstungen nach der Entmottung wurde festgestellt, dass diese unrentabel ist, die beiden Luftfahrzeuge wurden daraufhin verschrottet.

#### Ersatz
Mitte 2020 setzte die deutsche Luftwaffe von den ursprünglich beschafften 357 Tornados noch 85 ein. Die Risiken und Kosten nach über 40 Jahren Dienstzeit für die laufende Instandhaltung und den Weiterbetrieb sind nicht mehr wirtschaftlich. Deshalb werden 15 Eurofighter Typhoon ECR für die elektronische Kampfführung und 35 F-35 von Lockheed-Martin für die nukleare Teilhabe beschafft. Früher gab es noch Planungen, die Tornados durch Boeing F/A-18F, Boeing E/A-18 und Eurofighter Typhoon zu ersetzen, die Entscheidung fiel letztlich auf die F-35.

### Großbritannien

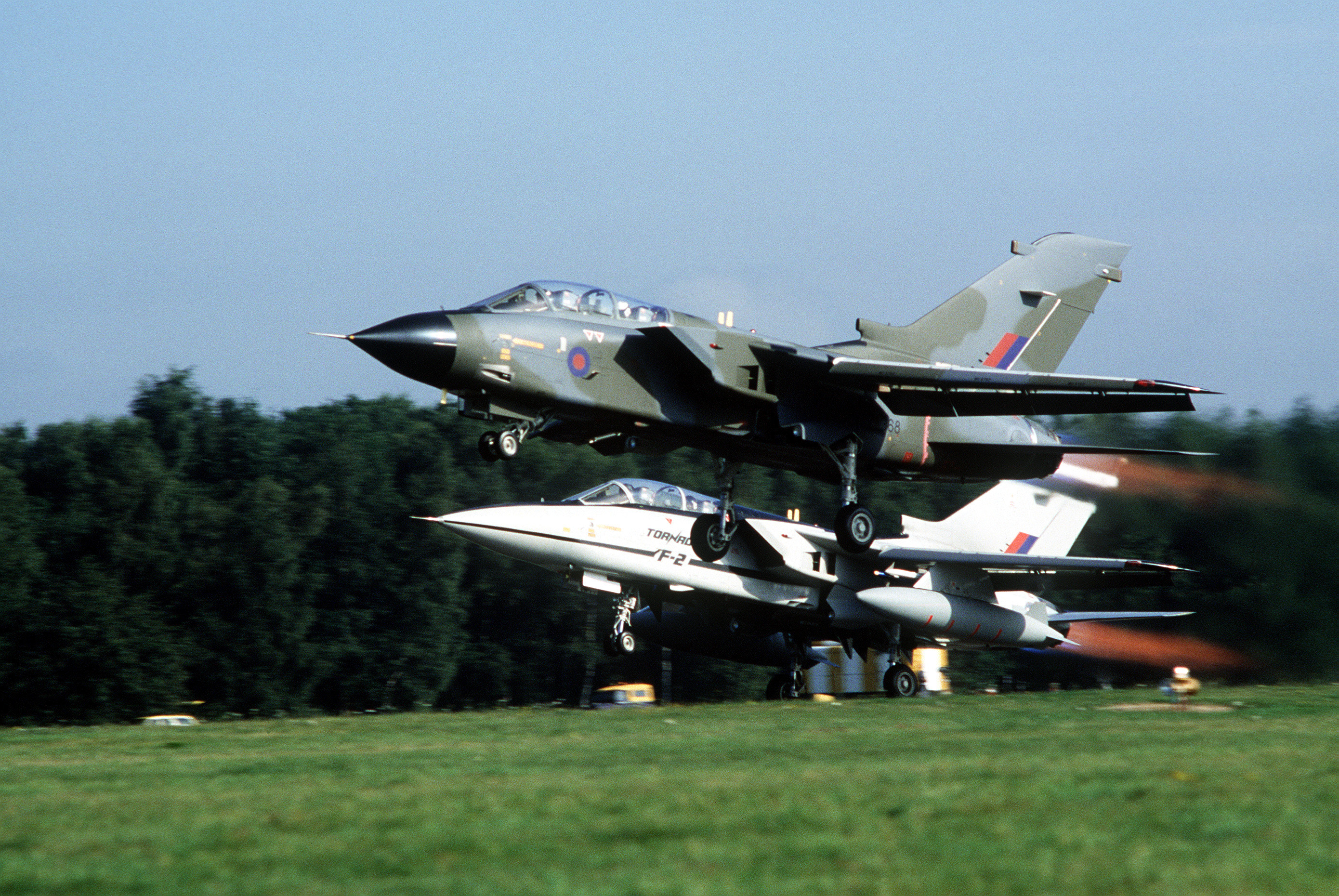
Tornado GR.1 und F.2 1982

#### Verbände
Ab Anfang der 1980er-Jahre wurde der GR.1 bei der RAF – und auch bei der RAF Germany – eingeführt. Ende des Jahrzehnts waren auf den Stützpunkten RAF Brüggen und RAF Laarbruch vier bzw. drei Jagdbomberstaffeln stationiert. Bereits Anfang der 1990er-Jahre wurden die ersten Maschinen aus RAF Laarbruch abgezogen, während die Maschinen in RAF Brüggen die letzten Flugzeuge der RAF überhaupt in Deutschland waren und noch während des Kosovokrieges 1999 Kampfeinsätze von Deutschland aus flogen. Die letzte Staffel verlegte erst 2001 zurück ins Vereinigte Königreich. Der letzte Einsatzflug fand Ende Januar 2019 statt und Anfang Februar jenes Jahres kehrten die letzten Flugzeuge nach RAF Marham zurück, wo sie noch bis in den folgenden März zu Trainingsflügen starteten, bevor die letzten Exemplare des Jets im Vereinigten Königreich außer Dienst gestellt wurden.
| Einheit                      | Stationierungsorte | Bemerkung |
| ---------------------------- | --- | --- |
| TTTE                         | RAF Cottesmore Juli 1980 bis März 1999                                                                                           | Trinationaler Schulverband |
| TWCU                         | RAF Honington August 1981 bis März 1992                                                                                          | „Tornado Weapon Conversion Unit“, Umschuleinheit, anschließend siehe 15 (R) Squadron                                              |
| TOEU/SAOEU                   | RAF Boscombe Down September 1983 bis März 2004                                                                                   | „Tornado-“ bzw. „Strike Attack Operational Evaluation Unit“, Einsatzerprobungsverband, anschließend FJWOEU, siehe 41 (R) Squadron |
| 2 (AC) Squadron              | RAF Laarbruch Dezember 1988 bis November 1991 RAF Marham November 1991 bis Januar 2015                                           | Die Tornado GR4 verblieben in Marham, wurden aber der 12(B) Squadron unterstellt, Neuaufstellung der 2. als Typhoon-Staffel       |
| 9 Squadron                   | RAF Honington Juni 1982 bis Oktober 1986 RAF Brüggen bis Juli 2001 RAF Marham 2001 bis März 2019                                 | |
| 12 (B) Squadron              | RAF Lossiemouth Oktober 1993 bis März 2014 RAF Marham Januar 2015 bis März 2018                                                  | wurde für „Counter-Daesh“ 2015 noch einmal reaktiviert                                                                            |
| 13 Squadron                  | RAF Honington Januar 1990 bis Februar 1994 RAF Marham 1994 bis Mai 2011                                                          | |
| 14 Squadron                  | RAF Brüggen November 1985 bis Januar 2001 RAF Lossiemouth 2001 bis Mai 2011                                                      | |
| 15 (Reserve) Squadron        | RAF Laarbruch Juli 1983 bis Dezember 1991 RAF Honington April 1992 bis November 1993 RAF Lossiemouth November 1993 bis März 2017 | bei der RAF Germany als Einsatzstaffel in England und Schottland als GR.1/GR.4 Umschulstaffel                                     |
| 16 Squadron                  | RAF Laarbruch Januar 1984 bis September 1991                                                                                     | |
| 17 Squadron                  | RAF Brüggen März 1985 bis März 1999                                                                                              | |
| 20 Squadron                  | RAF Laarbruch April 1984 bis Juli 1992                                                                                           | |
| 27 Squadron                  | RAF Marham Mai 1983 bis Oktober 1993                                                                                             | |
| 31 Squadron                  | RAF Brüggen September 1984 bis August 2001 RAF Marham 2001 bis März 2019                                                         | letzte RAF-Staffel, die aus Deutschland abgezogen wurde                                                                           |
| FJWOEU/41 (Reserve) Squadron | RAF Coningsby April 2004 bis Oktober 2017                                                                                        | „Fast Jet and Weapons Operational Evaluation Unit“; Erprobungsstaffel                                                             |
| 617 Squadron                 | RAF Marham Januar 1983 bis 1994 RAF Lossiemouth 1994 bis März 2014                                                               | wird als Lightning-II-Staffel reaktiviert                                                                                         |

Ab Ende der 1980er-Jahre wurden erst der F.2 und dann der verbesserte F.3 bei der RAF eingeführt. Die Flugzeuge waren unter anderem in RAF Coningsby in East Anglia, RAF Leeming in Yorkshire und RAF Leuchars bei St Andrews in Schottland stationiert. Die letzte Staffel Tornado F.3 wurde am 22. März 2011 auf dem Flugplatz RAF Leuchars außer Dienst gestellt, die Aufgaben werden fortan durch Mehrzweckkampfflugzeuge des Typs Eurofighter Typhoon FGR.4 wahrgenommen.
Ein weiterer Nutzer (in der folgenden Tabelle nicht aufgeführt) war die QinetiQ, deren Aufgaben ähnlich denen der deutschen WTD 61 sind. Diese Organisation nutzte in MoD Boscombe Down die Version F.3 noch bis Juli 2012.
| Einheit               | Stationierungsorte                                                      | Bemerkung                                                                    |
| --------------------- | ----------------------------------------------------------------------- | ---------------------------------------------------------------------------- |
| 5 Squadron            | RAF Coningsby Januar 1988 bis Januar 2003                               |                                                                              |
| 11 Squadron           | RAF Leeming Juli 1988 bis Oktober 2005                                  |                                                                              |
| 23 Squadron           | RAF Leeming November 1989 bis Februar 1994                              |                                                                              |
| 25 Squadron           | RAF Leeming Oktober 1989 bis April 2008                                 |                                                                              |
| 29 Squadron           | RAF Coningsby Februar 1987 bis Oktober 1998                             |                                                                              |
| 43 Squadron           | RAF Leuchars September 1989 bis Juni 2009                               |                                                                              |
| 56 (Reserve) Squadron | RAF Coningsby Juli 1992 bis April 2003 RAF Leuchars 2003 bis April 2008 | war als 229 „Operational Conversion Unit“ (OCU) die F.3 Umschulstaffel       |
| 65 (Reserve) Squadron | RAF Coningsby Dezember 1986 bis Juni 1992                               | war als 229 OCU die Umschuleinheit, Mitte 1992 Umbenennung in 56(R) Squadron |
| 111 Squadron          | RAF Leuchars Januar 1990 bis März 2011                                  |                                                                              |
| 1435 Flight           | RAF Mount Pleasant Juli 1992 bis Oktober 2009                           |                                                                              |

#### Britische Tornados im Einsatz

##### Irak

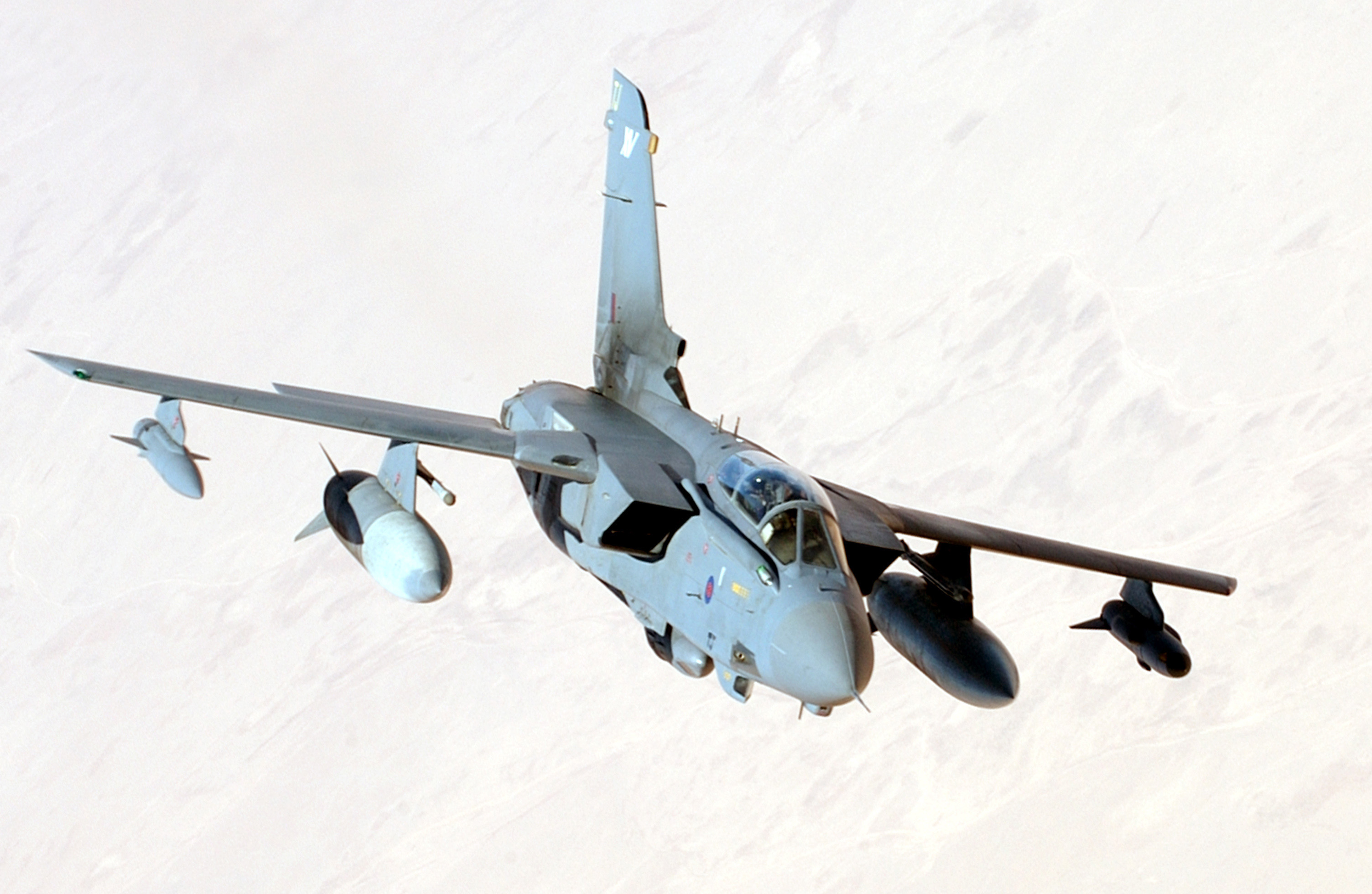
Tornado GR.4 der 15 Squadron über dem Irak

Im Zweiten Golfkrieg flogen britische und saudi-arabische Tornados rund 1600 Bombeneinsätze und warfen dabei 4250 Freifallbomben und 950 lasergelenkte Bomben im Irak ab. Sechs Flugzeuge gingen während des Krieges verloren.
Im Rahmen der Operation Desert Storm (Operation Granby) stationierte Großbritannien im Zweiten Golfkrieg ab August 1990 Tornados auf den saudischen Flugplätzen Tabuk (GR.1) und Dhahran (GR.1, GR.1A, ADV) sowie in Muharraq (GR.1) in Bahrain.
Zu Beginn des Krieges griffen GR.1 zunächst mit JP233, ungelenkten 1.000-Pfund-Mk-83-Bomben und ALARM-Anti-Radar-Raketen vor allem Flugplätze und Luftverteidigungsstellungen an. Nach dem Verlust von sechs Maschinen änderte die Royal Air Force ihr Vorgehen und ließ ihre Flugzeuge statt im Tiefflug ausschließlich in größeren Flughöhen – und somit außerhalb der Reichweite gegnerischer Flugabwehrkanonen – operieren. Des Weiteren behob sie die fehlende Fähigkeit zum Einsatz von Präzisionsmunition, indem sie aus Großbritannien Blackburn B-103 Buccaneer ins Einsatzgebiet verlegte. Diese beleuchteten mit dem Pave Spike-Laser-Pod Ziele für Tornados, die mit Paveway-II-Bomben bewaffnet waren. Im weiteren Verlauf der Operation Desert Storm wurden kurzfristig Tornado GR.1 mit dem Thermal Imaging Airborne Laser Designator (TIALD)-Zielbeleuchter ausgerüstet, um selbstständig Ziele designieren und mit lasergesteuerten Bomben bekämpfen zu können.
Schwerpunkt des Einsatzes britischer GR.1A war die Luftaufklärung irakischer R-17-Systeme, die zum Schutz Saudi-Arabiens von Tornado ADV im Zusammenwirken mit saudischen Kräften betrieben wurde.
Am 16./17. Dezember 1998 beteiligte sich Großbritannien mit den in Kuwait stationierten Tornado GR.1 an der Operation Desert Fox. Gemeinsam mit amerikanischen Marschflugkörpern und Flugzeugen der United States Navy (USN) griffen diese Ziele im Irak an.

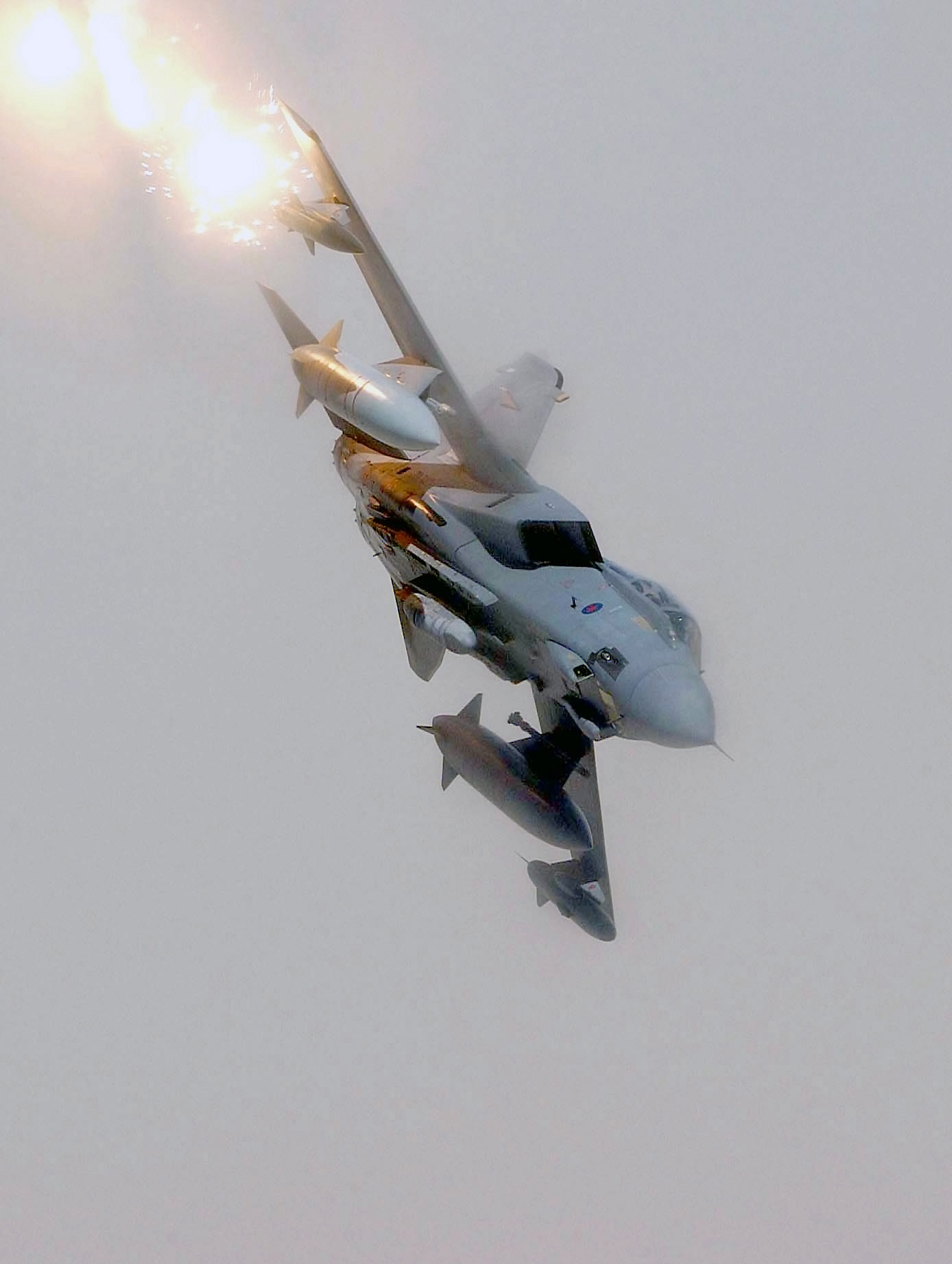
Tornado GR.4 beim Ausstoß von Flares

Im Rahmen der Operation Southern Watch wurden britische Tornados bis 2003 eingesetzt, um die Flugverbotszone über dem südlichen Irak durchzusetzen. Hierzu flogen Tornado ADV von der Prince Sultan Air Base in Saudi-Arabien und GR.1, später GR.4, von der Ali Al Salem Air Base in Kuwait aus Einsätze.
Im dritten Golfkrieg ab März 2003 flogen britische GR.4 von Kuwait und Katar und Tornado ADV von Saudi-Arabien aus Einsätze im Rahmen der Operation Iraqi Freedom (Operation TELIC), die bis 2011 andauerte. Die Tornado GR.4 unterstanden dem 901 Expeditionary Air Wing, einem gemischten Einsatzverband, in der Al Udeid Air Base (Katar).

##### Operation Shader (Kampf gegen den IS im Irak und in Syrien)
Ab August 2014 flogen sechs Tornados, stationiert in RAF Marham, von RAF Akrotiri auf Zypern zu Aufklärungsflügen über dem Irak und Syrien. Seit dem 30. September 2014 waren sie dort auch an Kampfeinsätzen beteiligt, und verlegten im Februar 2019 zurück nach Marham. Dies war der letzte Einsatz britischer Tornados.

##### Südosteuropa
Die RAF verstärkte mit ihren Tornado ADV ab 31. März 1993 die an der NATO-Operation Deny Flight zur Durchsetzung einer Flugverbotszone über Bosnien eingesetzten Kräfte.
Während des Kosovokriegs kamen britische Tornados im Rahmen der Operation Allied Force zum Einsatz. Ab 4. April 1999 flogen sie aus Brüggen und ab 5. Juni 1999 aus Solenzara auf Korsika Angriffe gegen Serbien. Ihre Mission endete mit der Rückverlegung am 22. Juni 1999.

##### Falklandinseln
Zum Schutz der Falklandinseln betrieb die Royal Air Force ein gemischtes Einsatzgeschwader (905 Expeditionary Air Wing) auf dem Flugplatz RAF Mount Pleasant bei Stanley. Als Beitrag zur luftgestützten Luftverteidigung waren dort bei der 1435 Flight vier Tornado ADV stationiert. Mitte September 2009 trafen vier Typhoon FGR.4 auf den Inseln ein, um die Tornados zu ersetzen.

##### Afghanistan
Mitte 2009 ersetzte die RAF die in Kandahar, Afghanistan, stationierten Harrier durch acht Tornados. Die Luftfahrzeuge waren der 904 Expeditionary Air Wing als Jagdbomber und zur Luftaufklärung zugeordnet.

### Italien

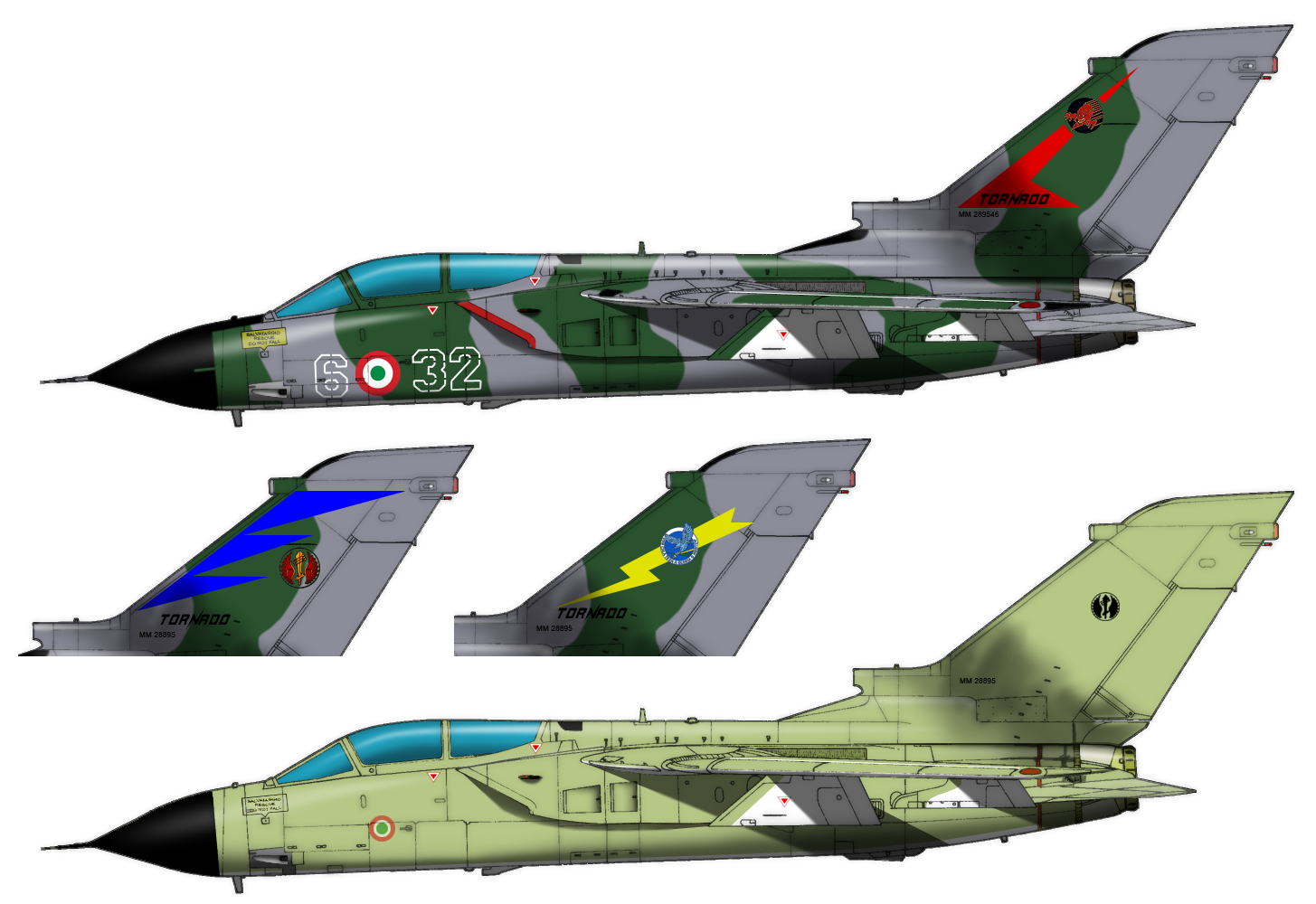
Tornados des 6º (rot), 36º (gelb) und 50º Stormo (blau) in ursprünglichen Farben, darunter Wüstentarnung 1991

#### Verbände
Vier Staffeln waren bis September 2016 mit dem Kampfflugzeug ausgerüstet, seither sind es drei: Die 154º Gruppo (Staffel) des 6º Stormo (Geschwader) in Ghedi erhielt Ende August 1982 den ersten Tornado. Diese Jagdbomber-Staffel ist bis heute in Ghedi geblieben und kann im Rahmen der Nuklearen Teilhabe US-Atomwaffen einsetzen. Die 155º Gruppo war in den 1980er-Jahren zeitweise in Ghedi und in Istrana (51º Stormo) stationiert und kam 1991 auf den modernisierten Flugplatz Piacenza. Nach der Umrüstung auf ECR-Tornados wurde die Suppression of Enemy Air Defences (SEAD) ihr Hauptauftrag. Im September 2016 kehrte die 155º Gruppo nach Ghedi zurück. Die 156º Gruppo war bis 2008 Teil des 36º Stormo im süditalienischen Gioia del Colle. Auch diese Staffel konnte Atomwaffen einsetzen. Ein weiterer Auftrag der Staffel war die Seekriegführung aus der Luft (Tactical Support of Maritime Operations). Im Zug der Stationierung der F-2000A Typhoon (Eurofighter) auf dem Flugplatz in Gioia del Colle wurde die 156º Gruppo im Juli 2008 nach Ghedi verlegt und dort im September 2016 aufgelöst. Die 102º Gruppo flog bis in die 1990er-Jahre die F-104ASA „Starfighter“ und wurde dann von Rimini-Miramare (5º Stormo) nach Ghedi verlegt und umgerüstet. Sie ist für die Umschulung und Ausbildung der Piloten und Waffensystemoffiziere zuständig.
Von der britischen Royal Air Force leaste die italienische Luftwaffe zwischen 1994 und 2004 wegen der Verspätungen bei der Einführung des Eurofighters insgesamt 24 Tornado-F.3-Abfangjäger als Zwischenlösung. Diese wurden vorwiegend bei der 12º Gruppo/36º Stormo in Gioia del Colle eingesetzt. Nach dem Ablauf des Leasingvertrags schenkte die RAF dem italienischen Luftwaffenmuseum in Vigna di Valle einen Tornado ADV. Italien verzichtete zugunsten der F-16 und der nunmehr im Zulauf befindlichen F-2000A Typhoon auf eine Verlängerung des Leasingvertrages.
| Einheit                                                            | Stationierungsort                                                                        | Bemerkung                                         |
| ------------------------------------------------------------------ | ---------------------------------------------------------------------------------------- | ------------------------------------------------- |
| 102º Gruppo/6º Stormo                                              | Ghedi September 1993 bis Dezember 2022                                                   | A/TA-200A Tornado IDS; primär Ausbildungsaufgaben |
| 154º Gruppo/6º Stormo                                              | Ghedi August 1982 bis Juli 2025                                                          | A/TA-200A Tornado IDS; primär Jagdbomber          |
| 155º Gruppo/6º Stormo 155º Gruppo/50º Stormo 155º Gruppo/6º Stormo | Ghedi 1985 bis Juli 1990 Piacenza Juli 1990 bis September 2016 Ghedi seit September 2016 | A/EA-200A/B Tornado IDS/ECR; primär SEAD          |
| 156º Gruppo/36º Stormo 156º Gruppo/6º Stormo                       | Gioia del Colle 1984 bis Juli 2008 Ghedi Juli 2008 bis September 2016                    | A-200A Tornado IDS; primär Aufklärung             |
| 12º Gruppo/36º Stormo                                              | Gioia del Colle 1994 bis 2004                                                            | Tornado F.3                                       |
| 21º Gruppo/53º Stormo 21º Gruppo/36º Stormo                        | Cameri 1997 bis 1999 Gioia del Colle 1999 bis 2001                                       | Tornado F.3                                       |

#### Italienische Tornados im Einsatz

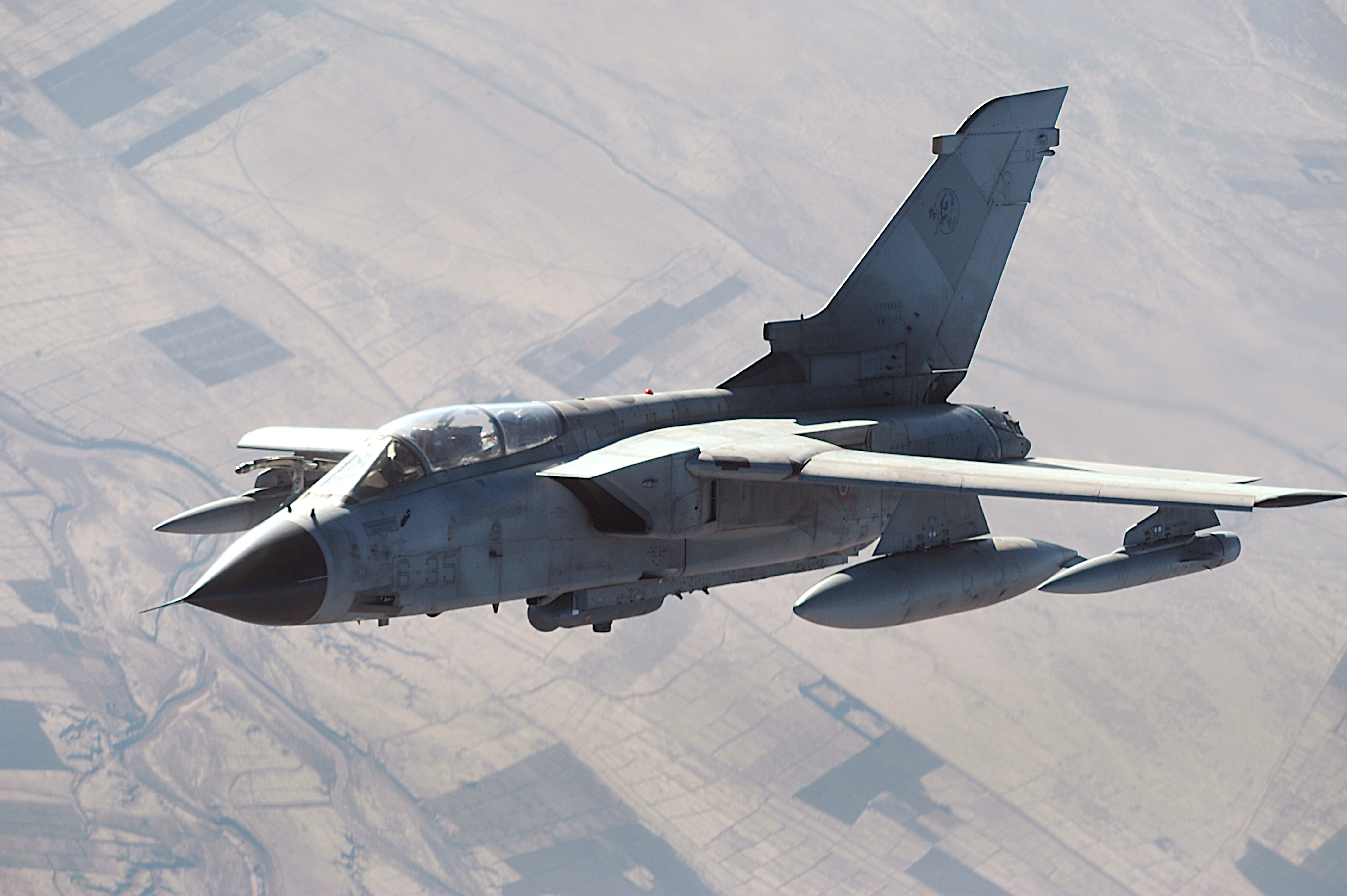
Italienischer Recce-Tornado des 6º Stormo 2008 über Afghanistan

Italien stationierte im Zweiten Golfkrieg IDS-Tornados in Abu Dhabi („Operazione Locusta“). In den Luftkriegsoperationen gegen den Irak wurde ein Tornado abgeschossen. Die Besatzung geriet in Kriegsgefangenschaft.
1999 wurden durch Italien im Rahmen der Operation Allied Force 18 IDS- und vier ECR-Tornados eingesetzt.
Die italienischen Luftstreitkräfte setzten ab November 2008 zwei Tornados von Masar-e Scharif aus als Aufklärungsflugzeuge in Afghanistan ein. Im November 2009 wurde sie durch AMX abgelöst.

### Saudi-Arabien

#### Verbände

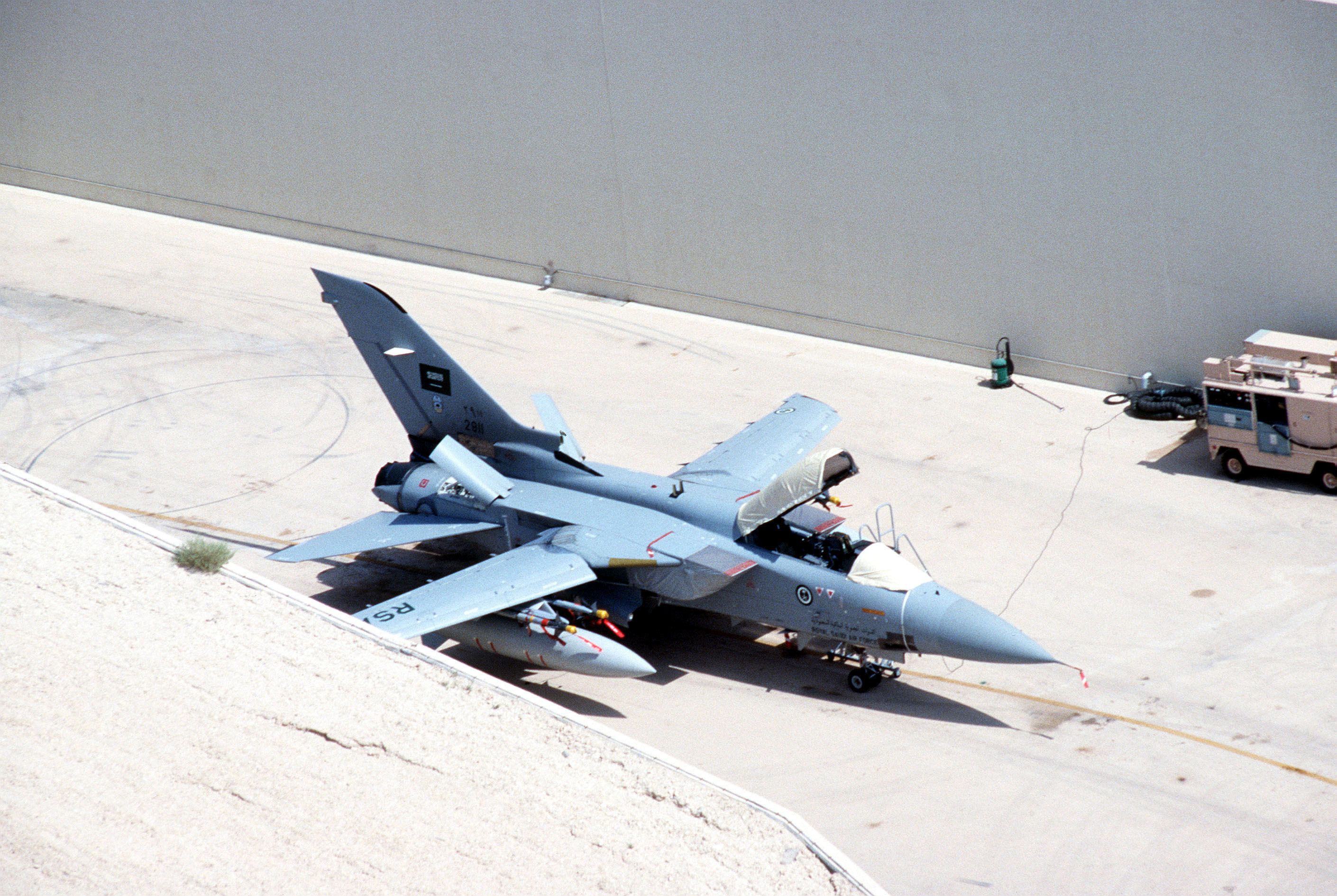
Tornado F.3 der RSAF 1991

Saudi-Arabien ist der einzige Export-Kunde von Panavia. Im Rahmen der Al-Yamamah-Rüstungsverträge vereinbarten Saudi-Arabien und Großbritannien die Lieferung von Tornados für die Royal Saudi Air Force. Hersteller der Luftfahrzeuge ist BAE Systems. Es wurden von 1986 bis 1999 96 Tornado GR.1 (davon 6 GR.1A) und 24 Tornado ADV von Großbritannien an Saudi-Arabien geliefert. Die ADV sind 2007 ausgemustert worden. 84 Maschinen sollen im Rahmen des Tornado (Capability) Sustainment Programme kampfwertgesteigert werden (Einführung GPS, verbesserte Cockpit-Anzeigen, neue Funkgeräte, Integration neuer Zielsysteme und Bewaffnung). Stationiert sind die Jagdbomber und Aufklärer in Dhahran auf der King Abdullah Aziz Air Base.
| Nutzer  | Einheit     | Stationierungsort | Bemerkung                                |
| ------- | ----------- | ----------------- | ---------------------------------------- |
| 11 Wing | 7 Squadron  | Dhahran           | zus. Aufklärungs- und Ausbildungsauftrag |
| 11 Wing | 75 Squadron | Dhahran           | –                                        |
| 11 Wing | 83 Squadron | Dhahran           | –                                        |
| 7 Wing  | 29 Squadron | Tabuk             | einzige ADV-Staffel; Zulauf ab 1989      |
| –       | 66 Squadron | Dhahran           | aufgelöst                                |

#### Saudische Tornados im Einsatz
Tornados der Luftstreitkräfte Saudi-Arabiens wurden im zweiten Golfkrieg vom Flugplatz Dhahran aus sowohl in der Luft-Luft-, als auch in der Luft-Boden-Rolle eingesetzt. Im November 2009 führte Saudi-Arabien unter anderem mit Tornados Luftangriffe gegen Rebellen im Jemen durch.

## Verluste
Alle Nutzerstaaten des Tornados erlitten im Friedens- und Ausbildungsflugbetrieb Verluste durch Boden- und Flugunfälle, bei denen sich zwar meist die Besatzungen dank des ausgereiften Schleudersitzes retten konnten, zahlreiche Soldaten aber auch ihr Leben ließen. Allein die Anzahl deutscher Tornados verringerte sich seit der Einführung bereits um etwa 45 Maschinen. Schon vor der operativen Nutzung stürzte am 16. April 1980 in der Nähe von Geiselhöring ein Prototyp ab, wobei beide Testpiloten ums Leben kamen. Am 3. Juli 2012 verunglückten zwei Tornado GR.4 der Royal Air Force über der schottischen Ostküste (Moray Firth). Eine Crew konnte gerettet werden, die andere gilt bisher als vermisst. Den letzten Totalverlust eines Tornados im Rahmen des Ausbildungsflugbetriebs mit Verlust der Besatzung hatte die italienische Luftwaffe am 19. August 2014 zu beklagen. Nach einer Mid-Air-Kollision stürzten zwei Tornados des 6º Stormo aus Ghedi ab.
Als Unfallursache wurde in nur wenigen Fällen ein technisches Problem ermittelt, meist lagen die Unfallursachen im Bereich der menschlichen Faktoren. Bei den verunfallten Besatzungen waren es beispielsweise räumliche Desorientierung, falsche Aufmerksamkeitsverteilung oder unzureichende Systemkenntnisse, aber auch Mängel in der Organisation wurden festgestellt, beispielsweise Planungs- und Ausbildungsdefizite oder fehlende Ausrüstung. Wie die Ursachenanalysen vergleichbarer katastrophaler Ereignisse zeigen auch Flugunfalluntersuchungen auf, dass sich meist kein klar erkennbares punktuelles individuelles Fehlverhalten als alleinige Ursache identifizieren lässt, sondern dass fast immer eine Kette oder Kombination aus mehreren Faktoren zum Unfall führt. Insgesamt ist das Verhältnis von Unfällen zu Flugstunden beim Tornado mit dem anderer westlicher militärischer Luftfahrzeuge vergleichbar.
Häufigste Ursache für Verluste von britischen, italienischen und saudi-arabischen Tornados in Kampfhandlungen war der Beschuss durch (in der Regel gegnerische) Flugabwehr. Zuletzt wurde im März 2003 jedoch ein Tornado der Royal Air Force unbeabsichtigt durch ein US-amerikanisches Flugabwehrraketensystem MIM-104 Patriot abgeschossen.
Der letzte Absturz eines Tornados der Bundeswehr (Taktisches Luftwaffengeschwader 33) ereignete sich am 16. Januar 2014 gegen 21:30 Uhr bei Laubach (Eifel) nahe der A 48. Die Maschine befand sich dabei im Landeanflug auf den Fliegerhorst Büchel, bevor sie etwa vier Kilometer vor der Landebahn in ein Waldgebiet stürzte. Die Besatzung konnte sich mit dem Schleudersitz retten.

## Vergleichbare Typen
- Vereinigte Staaten:

- General Dynamics F-16
- Boeing F-15E Strike Eagle
- General Dynamics F-111

- Russland:

- Suchoi Su-22 Fitter
- Suchoi Su-24 Fencer

- Frankreich:

- Dassault Mirage 2000

- Volksrepublik China

- Xian JH-7 Flounder

## Ausgestellte Exemplare
Inzwischen können bereits einige Tornados in Museen besichtigt werden, Exemplare der Luftwaffe zum Beispiel im Militärhistorischen Museum Flugplatz Berlin-Gatow und in der Flugwerft Schleißheim bei München (Deutsches Museum FWS) sowie im bulgarischen Nationalen Militärhistorischen Museum in Sofia, zwei der Marine (MFG 2) im Aeronauticum südlich Cuxhavens.
Ein Exemplar wurde 2008 in der Siegburger Brückberg-Kaserne aufgestellt, ebenso steht ein Tornado auf dem Gelände des Fliegerhorstes Fürstenfeldbruck unweit der Offizierschule der Luftwaffe.
Der sechste Prototyp mit der Werknummer 06 ist in der Flugausstellung Hermeskeil zu sehen. Die 44+96 steht vor dem Haupttor in Jagel. Zwei Exemplare sind beim TaktLwG33 in Büchel aufgestellt, eines in der Fliegerkaserne vor der Truppenküche mit dem taktischen Kennzeichen 45+44 und eines an der Hauptwache des Fliegerhorstes mit dem taktischen Kennzeichen 43+01. Der Tornado mit dem taktischen Zeichen 43+86 ist am Haupteingang der MTU Aero Engines in München aufgestellt. Das Lfz mit dem taktischen Kennzeichen 44+31 (Blue Lightning) steht beim TaktLwG31 in Nörvenich hinter der Hauptwache. Die 44+08 vom JaboG 38 „Friesland“ mit ihrer Sonderbemalung steht im Eingangsbereich der Hauptwache auf dem Fliegerhorst Upjever. Die Traditionsgemeinschaft „JaboG 34 Allgäu“ bekam vom Militärhistorischen Museum Flugplatz Berlin-Gatow die Maschine 44+56 nach Memmingen zurück. Die Maschine trägt die „Last Call“-Lackierung vom letzten Flug (am 19. Dezember 2002, durchgeführt von Geschwaderkommodore Oberst Norbert Geisendörfer und seinem Stellvertreter Oberstleutnant Uwe Heizmann) des Tornados anlässlich der Auflösung des Geschwaders zum 30. Juni 2003. Ein weiterer Tornado 45+11 des Fliegerischen Ausbildungszentrums der Luftwaffe (FlgAusbZLw) in den USA wurde dem Museum of Space History in Alamogordo 2019 nach Auflösung des Verbandes, der auf der Holloman Air Force Base stationiert war, gestiftet und steht dort an der Zufahrt zum Museum.